# ICOCA
ICOCA（イコカ）は、西日本旅客鉄道（JR西日本）が発行し、JR西日本およびその他取扱事業者で発売されるサイバネ規格のICカード乗車券である。

## 概要
ソニーの非接触型ICカードFeliCaの技術を用いた乗車カードで、プリペイド方式の乗車券の機能をはじめ、定期券、駅売店等での支払いに使えるICOCA電子マネーの機能を併せ持つカードである。カードで利用できる金額は、駅などに設置されたチャージ機などでチャージ（入金）することにより追加ができ、使い捨てることなく繰り返してカードを使用できる。
2001年5月15日の社長定例会見において、定期券や磁気式ストアードフェアカードであるJスルーカードを2003年をめどにIC化を検討することを発表し、2002年12月18日の社長定例会見において、正式名称をICOCA（イコカ）とすることを発表した。2003年6月27日付けで商標登録(第4685722号)がなされている。
カードの名称は、ICオペレーティングカード (IC Operating CArd) の略称であるが、関西方言の「行こか」（「行こうか」の意味）にも掛けている。また、カードの裏面の右下に記載の番号は「JW」で始まる17桁の英数字であるが、この「JW」はJR西日本の英語表記「JR West」の頭文字を採ったものである。
2003年11月1日からJR西日本のアーバンネットワーク（京阪神地区）の駅で運用が開始された。全国の主要な交通系ICカードの中では2001年に開始したJR東日本のSuicaに次ぐ導入であった。その後はJR西日本エリア内の中国地方や北陸地方にもエリアを拡大し、2013年には交通系ICカード全国相互利用サービスが開始された。またエリアの拡大によって2018年9月15日にICOCAの自社内エリアがつながった。JR西日本の各駅では、ICOCAの自動改札機での利用率も半数を超えている事から、ICOCA専用改札機が大阪駅御堂筋口で初設置され、その後も京橋駅や天王寺駅をはじめ、関西の多くの駅に設置されている。
JR西日本でのICOCAの発行枚数は、サービス開始の2003年11月から5か月余りで100万枚を突破した。その後、2014年11月には累計発行枚数が1,000万枚を突破、2019年3月には累計発行枚数が2,000万枚、2021年10月時点で2,500万枚、2023年9月末時点で3,000万枚に達している。交通系ICカードの中では約8700万枚発行のSuica、約4000万枚のPASMOに次ぐ発行枚数を誇る。JR四国や、PiTaPa発行事業者である関西私鉄やOsaka Metro等にも導入されている。
2023年にはスマートフォン向けの「モバイルICOCA」のサービスを開始した。モバイル端末向けの交通系ICカードサービスは、モバイルSuica、モバイルPASMOに次ぐ3例目である。

### 電子マネー
ICOCAを使用した電子マネーサービス「ICOCA電子マネー」については、2005年10月1日から開始し、京阪神（関西エリア）や岡山・広島エリアの駅、福岡エリアの一部の駅（山陽新幹線の博多駅、小倉駅）のコンビニエンスストア「ハートイン」と「デイリーイン」の各店のほか、関西・中国地区のイオングループやビックカメラ、ヨドバシカメラ、すかいらーくグループ各店（四国エリアを含む）など、またファミリーマート（関西エリア、岡山・広島エリア、北陸エリアの全店）やローソン、ミニストップ、セブン-イレブン（3社とも、北陸・山陰を含むJR西日本エリア、およびJR四国エリアに導入）などのコンビニエンスストア等、利用可能な店舗は順次拡大中である。加えて、ICOCAに対応した自動販売機やコインロッカーもある。2008年3月18日からは、Suicaショッピングサービス（現・Suica電子マネー）と相互利用を行っているほか、2010年3月13日より、JR東海の「TOICA電子マネー」と、さらに2011年3月5日からは、JR九州の「SUGOCA電子マネー」と相互利用を開始した。そして2013年3月23日からの「全国相互利用サービス」の開始により、Kitaca（JR北海道）・PASMO（関東民鉄）・manaca（名鉄他）・nimoca（西鉄他）・はやかけん（福岡市交通局）の各電子マネーサービスとも相互利用を行っている。ただし、PiTaPaショッピングサービスとの相互利用は、PiTaPaが他の交通系ICカードと適用される法令が異なりクレジットカード扱いとなるため、2013年3月23日以降も行われておらず、PiTaPaショッピングサービス加盟店においては、ICOCA（「全国相互利用サービス」対応の各カードとも）を電子マネーとして利用することはできない。
2014年7月22日からWii U、12月9日からNewニンテンドー3DS・Newニンテンドー3DS LLの支払い決済に、ICOCAを含めた交通系電子マネーを利用できるようになった。このサービスは2022年1月18日9時をもって終了した。

### JR西日本以外での取扱
JR西日本1社のみの発行体制を維持しつつ、取扱事業者は増加傾向にあり、北陸地方から四国地方までの西日本の26社局が取扱事業者としてカードの発売を行っている（2021年8月21日現在）。

#### PiTaPa との連携（関西エリア）
2009年11月、JR西日本と関西の私鉄各社を中心にポストペイ型（後払い式）IC乗車カード「PiTaPa」を発行するスルッとKANSAI協議会との間で、「ICカード乗車券を活用した連携実現に向けた合意書」を締結。同年12月15日には「ICカード乗車券を活用した新たな連携サービスについて」として、プリペイド方式のICOCAとポストペイ方式のPiTaPaとの棲み分けを行うことにより、両者間で幅広い連携サービスをはかることを発表した。この合意を受けて、2011年6月に京阪電気鉄道（京阪電鉄）でICOCA（ICOCA定期券含む）の販売を開始し、続いて2012年12月には近畿日本鉄道（近鉄）でICOCA（ICOCA定期券含む）の販売を開始。
さらに2017年3月31日、スルッとKANSAI協議会が磁気式プリペイドカードの販売終了を見据えて、「ICカード乗車券（ICOCAとPiTaPa）を活用した連携サービスの拡大について」として大阪市交通局（地下鉄・ニュートラム、現大阪市高速電気軌道）・南海電気鉄道・泉北高速鉄道 と京都市交通局（地下鉄・バス）・山陽電気鉄道・神戸電鉄・大阪高速鉄道・神戸新交通・北神急行電鉄・京阪電気鉄道（大津線）と神戸市交通局（地下鉄・バス）・山陽バス でも順次ICOCAの販売（山陽バスを除く）および定期券機能の導入（神戸新交通は除く）が開始された。一方、スルッとKANSAI協議会加盟各社のうち、阪急阪神ホールディングス（阪急阪神東宝グループ）傘下の鉄道事業者4社（阪急電鉄・阪神電気鉄道・能勢電鉄・北大阪急行電鉄）はスルッとKANSAI対応カードの発売終了後も「磁気カードを支持する利用客が多かった」（阪急阪神HDの杉山健博社長談） との理由から、4社間で磁気式共通プリペイドカード「阪急 阪神 能勢 北急レールウェイカード」を発行しICOCAの販売を見送る一方、2017年春より阪急・北急との間でも PiTaPa による連絡定期券の発売を行った。その後、2019年3月1日より4社でもICOCAの販売を開始し、「レールウェイカード」を含めた磁気式プリペイドカードの取り扱いを終了している（詳細後述）。こうした動きに加え、2018年10月1日からアーバンネットワーク（京阪神地区）の一部ICOCAエリアでPiTaPaのポストペイサービスを開始しており、両者エリア間のシームレス化によって「プリペイドはICOCA、ポストペイはPiTaPa」という棲み分けの加速がすすんでいるものの、PiTaPaはポストペイという制度上与信審査が必要なことから2021年時点で発行枚数約2500万枚のICOCAが会員数約330万人のPiTaPaを大幅に上回っている。
なお、先行導入した近鉄は独自のポイントカード「KIPS」にICOCAを搭載した「KIPS ICOCA」をJR西日本と共同発行していた。また、京阪バスグループ4社（京阪バス・京阪京都交通・京都京阪バス・江若交通）では、ICOCAでバスを利用する度にバスポイントがたまる制度を2017年4月1日より開始した。さらに、神戸新交通では同社においてICOCAを利用する度にチャージ額を一部還元するサービス（引き換えに同社における回数券カードの発売を終了）を2020年4月1日より実施している。そのほか、京阪電気鉄道においても同社の京阪線でICOCAを利用する度にポイントを還元する制度を2020年12月1日より開始（引き換えに同社における回数券の発売を終了）する予定である。また、2021年春からは大阪メトロのポイントサービス（Osaka Point）の対象がICOCAにも拡大した。また、神戸市営バス及び山陽バス（2021年4月1日より）では独自のポイントサービスが、近江鉄道バスではICOCAポイントサービスの導入が、阪神電気鉄道ではICOCAを対象とした独自のポイントサービス（引き換えに同社における回数券カードの発売を終了） の導入をそれぞれ決定している。

#### 他社でのICカード乗車券の新規導入
2012年からは、四国旅客鉄道（JR四国）でもJR西日本と相互直通運転を行っている快速「マリンライナー」（岡山駅 - 高松駅）の標準停車駅で一部利用を開始した。システム導入はJR西日本が主導した。2014年からはJR四国でもICOCAを発売することになった（発行ではない）。導入当初は乗車のみ可能であり、JR四国では発売はおろかチャージすら扱っていなかった。後述のとおり、現在も取扱いに一部制限がある。JRが自前のシステムではなく、他社のICカードシステムを導入する唯一の例である。
2015年3月21日より北陸本線から北陸新幹線開業に伴って第三セクターに転換したあいの風とやま鉄道でも発売が開始され、3月26日より運用開始した。同じく元北陸本線のIRいしかわ鉄道でもICカード乗車券を新規に導入し、2017年4月15日よりICOCAのサービスを開始した。両社ともJR西日本が支援を行っている。さらに2024年3月16日より北陸新幹線敦賀延伸開業に伴って福井県内の北陸本線が第三セクターに転換したハピラインふくいでも発売が開始され、同日運用を開始した。なお、当区間は転換前より北陸本線として運用を行っていた。
その後も、主に西日本各府県にある鉄道・バス会社において、JR西日本が支援を行うことでICOCAが導入されている。

### キャラクター
イメージキャラクターはカモノハシをモチーフにした「カモノハシのイコちゃん」。「ICOCAでいこか〜タッチしていこか〜」、ICOCA電子マネーサービスには「ICOCAで買おか〜タッチして買おか〜」というキャッチフレーズがあり、テレビCMやパンフレットなどで仲間とイコちゃんが呼び掛けている。
JR西日本のイメージキャラクターを務めていた仲間由紀恵と共に出演する機会も多い。ICOCAの広告は、京阪神・岡山・広島地区の駅のポスターおよび車両（321系や225系等）の液晶ディスプレイで放映されている。ICOCAとSuicaの相互利用開始時には、巨大化したイコちゃんが東京都内に出現し、仲間由紀恵が「東京で〜」イコちゃんが「ICOCA〜」と叫ぶテレビCMや広告が数か月間に亘って宣伝された。仲間の背景はセットで作られた東京駅という設定で、自動改札機もJR東日本で多く使われているタイプだったが、実際には大阪駅の中央改札口にそっくりであった。
2013年3月23日からの「全国相互利用サービス」開始にあわせて久々のテレビCMが放映され、立体アニメーションでのイコちゃんが登場した。

## 取扱事業者一覧
ICOCAの発行または発売を行っている事業者を記載する。ICOCAの発売を行っていない事業者も含めたICOCAのサービスエリアについては下記の利用可能エリアを参照。

### 発行事業者
- 西日本旅客鉄道（JR西日本）
- 近畿日本鉄道（近鉄） - KIPS ICOCAをJR西日本と共同発行（2023年1月31日をもって新規発行を終了）。通常カードはJR西日本のものを発売。PiTaPa事業者でもある。

### 発売を行う事業者
2025年4月1日現在、JR西日本、近鉄以外にも49事業者がカードの発売を行う。
※＝自社オリジナルデザインのカード発売実績あり（特記のないものは常時発売）
◇＝PiTaPa事業者
[割引]＝独自割引サービスあり（後述）
[ポW]＝WESTERポイントサービスあり（後述）
[ポ独]＝独自ポイントサービスあり（後述）

#### 近畿
- 京阪電気鉄道◇※[ポ独] - きかんしゃトーマス（2015年）[32][33]
- 南海電気鉄道◇[ポ独]
- 山陽電気鉄道◇[ポ独]
- 神戸電鉄◇[ポ独]
- 大阪モノレール◇
- 神戸新交通◇[ポ独]
- 京都市交通局◇※[ポ独] - 明治150年記念 京都市電デザイン（2018年）[34]、京都市交通局オリジナル（2024年）
- 大阪市高速電気軌道 （Osaka Metro）◇[ポ独]
- 大阪シティバス◇[ポ独]
- 神戸市交通局◇[ポ独]
- 山陽バス◇[ポ独]
- 阪急電鉄◇[ポ独]
- 阪神電気鉄道◇※[ポ独] - 阪神タイガース（2019年）[35]
- 能勢電鉄◇[ポ独]
- 北大阪急行電鉄◇
- 近江鉄道[ポW] バスのみ
- 湖国バス[ポW]

#### 東海
- 四日市あすなろう鉄道
- 伊賀鉄道
- 三岐鉄道[ポW] 北勢線のみ

#### 北陸
- あいの風とやま鉄道※[36]
- IRいしかわ鉄道※[37][ポ独]
- ハピラインふくい※[38]
- 京福バス[ポW]
- 福井鉄道
- 万葉線
- えちぜん鉄道

#### 中国・四国
- 四国旅客鉄道（JR四国）※[39]
- JRバス中国（山口県内）[ポW]
- JRバス中国（広島県内）[割引][ポW]
- 松江市交通局[ポW]
- 一畑バス[ポW]
- 宇部市交通局
- おのみちバス
- 日本交通 (鳥取県)[ポW] - 2023年3月18日から鳥取駅バスターミナルにて先行発売、2023年4月1日からくる梨で利用開始。なお、だんだんバスについてはJR西日本での発売となり、バス窓口では発売しない。
- 石見交通・イワミツアー[割引]
- 防長交通[ポW]
- 本四バス開発
- 中鉄北部バス
- スカイレールサービス
- 広島高速交通
- フォーブル
- 広島バス[割引]
- 広島交通[割引]
- 鞆鉄道[ポW]
- 中国バス[ポW]
- 井笠バスカンパニー[ポW]
- 江田島バス[ポW]
- 伊予鉄道
- 伊予鉄バス

### かつて発売していた事業者
- 泉北高速鉄道◇[ポ独] - 南海電気鉄道との合併により販売終了（現在は南海の発売）
- 北神急行電鉄◇ - 市営化により発売終了（現在は神戸市交通局が発売している）

## 種類
特記なき限り、各カードはICOCAエリア内のJR西日本の各駅のみどりの窓口や、京阪や近鉄などの取扱事業者の各駅の窓口、並びにICOCAのマークがある各事業者の各駅にある一部の自動券売機で購入できる。

### ICOCA
プリペイド方式の普通乗車券機能（ストアードフェア機能）と電子マネー機能がある無記名式のカード。発売額はJR西日本では1000円、2000円、3000円、5000円、10000円の5種類である。発売額には500円のデポジット（預り金）が含まれており、購入時点で最初に使える残高はデポジットを引いた金額となる。デポジットはカードが不要になった際に、各事業者の取り扱い窓口で返却をすると払い戻される。
SuicaやSUGOCA、Kitacaなどと異なり、記名式の通常版ICOCAは発売されていない。そのため紛失時の補償もない。（大人用カードの記名式を希望する場合は、スマートICOCA、ICOCA定期券のいずれかが必要）
小児は小児用ICカード（こどもICOCA）があるが、他のICカード同様、自動的に記名式となる。（後述）

### こどもICOCA
小児運賃が適用される旅客に対して発売されるカード。記名式で、氏名・生年月日・性別の登録を発売時に行う。発売額は2000円のみ。
カードのデザインについては、JR西日本ではこどもICOCA専用デザインのカード（クリーム色の地色に「カモノハシのイコちゃん」が入ったもの）が発行されるが、近鉄・京阪では大人用のICOCAと同じデザインのカードの中央に、「丸に小」のマークを印字したものが発行される。なお、JR西日本発行分も2015年4月から大人用とデザインが統一されており、専用デザイン柄は在庫が無くなり次第発売終了となる。
購入時に使用者の年齢の確認できる身分証明書が必要となる（代理人による購入も可能）ため、自動券売機では購入不可。利用者本人が大人運賃を適用される年齢に達する年の年度末が有効期限とされている。
JR西日本において、ICOCAが導入された当初は大人用のみの設定で小児用のICOCAは発売しておらず、後に発行を開始した小児用ICOCA定期券は当初はストアードフェア機能は使用できなかったが、2004年8月から利用を開始した。JRグループで小児用IC乗車カードを発行したのはICOCAが初めてである。

### ICOCA定期券・こどもICOCA定期券
ICOCAに定期乗車券を搭載したもの。ストアードフェア機能自体は通常のICOCAと同じ（ただし身体障害者割引等が適用されたICOCA定期券にはストアードフェア機能がない）で、ICOCAの前面に定期券情報が印字される（ただし万葉線・えちぜん鉄道・福井鉄道・四日市あすなろう鉄道・伊賀鉄道・三岐鉄道・伊予鉄道およびバス事業者（京都市営バス・大阪シティバス・神戸市バス・山陽バスを除く）のICOCA定期券は券面に印字されないため、別紙で「ICOCA定期券内容控」が交付される。）。
- ICOCAの前面に定期券情報が印字される事業者 - 鉄道事業者（万葉線・えちぜん鉄道・福井鉄道・四日市あすなろう鉄道・伊賀鉄道・三岐鉄道・伊予鉄道を除く）および京都市営バス・大阪シティバス・神戸市バス・山陽バス
- ICOCAの前面に定期券情報が印字されず別紙で「ICOCA定期券内容控」が交付される事業者 - 万葉線・えちぜん鉄道・福井鉄道・四日市あすなろう鉄道・伊賀鉄道・三岐鉄道・伊予鉄道およびバス事業者（京都市営バス・大阪シティバス・神戸市バス・山陽バスを除く）

既に所持している通常版のICOCA・こどもICOCAに後から定期券を搭載することが可能。カードの新規購入では定期運賃相当額にデポジットの500円を加えた額、通常版ICOCAからの変更では定期運賃相当額等のみが発売額となる。JR西日本のICOCAエリア内で完結する区間においては、連続した区間を二区間に分割して一枚のICOCA定期券にまとめることもできる。フレックス・フレックスパルを付加させることも可能。新幹線停車駅が2駅以上含まれる場合はICOCA定期券を新幹線で自由席特急券部分をチャージから引き去る事で利用することができる。なお、パスカルは付加することはできない。
ICOCAエリア内のJR西日本の各駅にあるみどりの窓口の他、みどりの券売機やピンク色の自動券売機、京阪や近鉄などの取扱事業者各駅にある一部の窓口や自動定期券販売機で発売されている。ただし他社線のみのICOCA定期券を他社で購入することは出来ない。JR四国線区間を含むICOCA定期券は一切発売しない。IRいしかわ鉄道（2017年4月15日発売開始）は一部の窓口でのみ発売し、自動券売機はすべて非対応である。またICOCAエリア内であってもICOCA定期券の設定が無い区間がある。逆に（狭義の）ICOCAエリアを含まず、ICOCA取扱事業者の利用可能エリアと他地域カードエリアの連絡定期券の設定もある（近鉄-JR東海、名鉄）。なお、一部地方鉄道・バス事業者ではWebによる定期乗車券券発行サービス「iCONPASS」の導入が始まっている。
通常のICOCA（大人用）には記名式のカードが存在しないため、ICOCA定期券の定期券機能のみを払い戻すと、無記名のカードとなる。
ICOCA連絡定期券
ICOCAにICOCAエリア・PiTaPaエリア・TOICAエリア・manacaエリアとの連絡運輸を行う定期券（連絡定期券）の機能を加えたもの。機能自体は通常のICOCA定期券と同じ。通常のICOCAを扱わずICOCA定期券のみを扱うPiTaPa導入社局もあり、PiTaPaエリア内で完結するICOCA連絡定期券を発売する社局もある。
近畿圏エリアでの相互連絡先は多岐にわたるため割愛する（外部出典 参照）。
以下の社局が発売している（2017年4月15日現在）。なお、JR西日本ではJR西日本を挟む3社連絡定期券は発売しない。
- ICOCA連絡定期券のみを発売する社局 - JR西日本・近鉄・京阪（京阪線・大津線）・京都市交通局（バス連絡定期を含む）・大阪モノレール
- ICOCA連絡定期券とPiTaPa連絡定期券を併売する社局 - 南海・泉北高速・神戸市交通局（バス連絡定期を含む）・山陽電車（山陽バスとの連絡定期はICOCAでのみ発売）・神戸電鉄・北神急行・阪急・阪神・能勢電鉄・神戸高速・北大阪急行

なお、神戸新交通ではICOCAエリアにまたがるPiTaPa連絡定期券のみ発売する。
このほか、JR西日本・IRいしかわ鉄道・あいの風とやま鉄道の2社または3社相互間のICOCA連絡定期券、近鉄とJR東海・名古屋鉄道のICOCA連絡定期券（近鉄で発売）、JR西日本とJR東海のICOCA連絡定期券もある。

### SMART ICOCA・SMART ICOCA定期券
ICOCAの機能に加え、クレジットカードによる電子決済でチャージ（入金）ができる「クイックチャージサービス」、J-WESTカードの「J-WESTポイント」→「WESTERポイント」からのチャージ機能などが追加されたカード。利用するには、クレジットカードの登録が必要。
SMART ICOCA定期券はICOCAエリア内のJR西日本の各駅にあるみどりの窓口や券売機でのみ定期券機能を付加することができ、他社局の窓口での取り扱いや他社局内のみのSMART ICOCA定期券をJR西日本の窓口や券売機で購入することはできない。

### デザインICOCA
JR西日本が発行するカード表面にイラストなどオリジナルの図柄を入れたデザインICOCAカードが下記のとおり存在している。原則として大人用のみの発売で、定期券の機能を付けることもできない（一部例外あり）。プリペイドでの利用は通常デザインのICOCAと何ら変わりはない。定期券にできるカードかどうかは、カード右下の切り欠きの数でも判別できる（1個：できる、2個：できない）。カードの折損などでの再発行やカードの機能向上などを行う都合による交換時、「ICOCA&はるか」オリジナルデザインICOCAおよび枚数限定発売の記念デザインICOCAは通常デザインのICOCAカードへ交換することになる。

#### 通年販売のデザインICOCA
「ICOCA&はるか」オリジナルデザインICOCA
関西空港駅でのみ、「はるか割引券」とセットで販売。訪日外国人のうち短期滞在者のみ、外国パスポート提示で購入可。
- 「風神雷神図」（2012年7月1日発売）
- 「大阪城とハローキティ」（2013年2月4日発売）

SHIKOKU ICOCA
四国旅客鉄道（JR四国）で販売されているオリジナルデザインICOCA。JR四国でのICOCAサービスを開始した2014年3月1日に販売開始。サービス開始を記念した記念ICOCAも発売された。JR西日本以外で発売するオリジナルICOCAは提携カード（KIPSなど）を除き初めてであった。ただし商標は同社ではなくJR西日本が出願している。JR四国管内でのICOCA導入当初、同社管内ではICOCAを販売していなかった。
JR四国ではICOCA定期券、こどもICOCA、SMART ICOCAの発売をせず、SHIKOKU ICOCAには定期券機能を付加できない。カードはリライト機能のないタイプの物を採用している。2020年12月1日からデザインをリニューアルしたカードを販売している。
Ainokaze ICOCA
あいの風とやま鉄道で販売されているオリジナルデザインICOCA。ICOCA定期券のサービスを開始した2016年2月27日に販売開始。同時にこどもICOCAおよびこどもICOCA定期券の取り扱いも開始。あいの風とやま鉄道でのICOCA導入当初はJR西日本仕様のICOCAを販売していた。
IRいしかわ鉄道オリジナルデザインICOCA
IRいしかわ鉄道で販売されているオリジナルデザインICOCA。IRいしかわ鉄道でのICOCAサービスを開始した2017年4月15日に販売開始。同時にICOCA定期券・こどもICOCA・こどもICOCA定期券の取り扱いを開始。半導体不足の影響でICOCAカードに必要なICチップが確保できず、必要な数量のカード製造が難しくなったため、カードの在庫がなくなり次第、再入荷までの間はJR西日本仕様のICOCAを販売することを2024年9月5日に発表した。
ハピラインふくいオリジナルデザインICOCA
ハピラインふくいで販売されているオリジナルデザインICOCA。開業日の2024年3月16日に販売開始。好評により当初用意していた1万5千枚が同年4月29日までに全駅で完売となり、再入荷までの間はJR西日本仕様のICOCAを販売していた。同年12月13日からオリジナルデザインICOCAの販売を再開した。

#### 枚数限定発売の記念デザインICOCA
- 2003年11月1日発売：ICOCA導入時の記念ICOCA（5万枚）
- 2004年8月1日発売：ICOCA Suica相互利用記念（5万枚）[59]
- 2004年12月6日発売：三都・光コレクション（10万枚）[60]
- 2007年9月1日発売：岡山・広島エリアサービス開始記念（3万枚）
- 2008年3月29日発売：Suica・TOICA・ICOCA相互利用開始記念（3万枚）
- 2010年7月30日発売：カープデザインICOCA（西条駅・広島駅・西広島駅・呉駅のみで発売、3万枚）[61]
- 2011年3月5日発売：ICOCA・SUGOCA・TOICA相互利用開始記念（3万枚）[62]
- 2013年3月23日発売：交通系ICカード全国相互利用記念ICOCA（5万枚）[63]
- 2013年12月7日発売：「ポケモンICOCA」ポケモンセンターオオサカとのタイアップ（3万枚）[64]
- 2014年3月1日発売：JR四国サービス開始記念SHIKOKU ICOCA（JR四国の6駅で発売、1万枚）
- 2014年6月1日発売：岡山支社と両備グループの提携4年目記念・岡山の地域ポイントサービス「たまルン」との提携開始記念。たま駅長とカモノハシのイコちゃんデザイン（岡山県内および和歌山電鐵貴志駅の24箇所で発売、3万枚）[65]
- 2015年4月15日発売：「きかんしゃトーマス」デザインICOCA（大津線を除く京阪各駅の券売機で発売、定期券機能付加可能。3万枚）[66]
- 2015年9月20日（第1期）・2016年2月26日（第2期）・3月24日（第3期）発売…駅長カープ坊や＆イコちゃんデザインICOCA（第1期・第2期…各1万5千枚、第3期…3万枚、計6万枚）[67]。2016年9月22日、カープ優勝を記念して、エールエールA館で記念台紙付きで再発売（3000枚）[68]。
- 2016年10月1日発売：カープ優勝記念デザインICOCA（広島駅、西条駅、五日市駅、呉駅、可部駅、三原駅、尾道駅、福山駅、岩国駅で発売。郵便ハガキによる事前申し込みが必要。5万枚）[69]
- 2018年12月25日発売：明治150年記念京都市電デザインICOCA（京都市交通局で発売、定期券機能付加可能。2万9千枚）[70]
- 2019年3月1日発売：タイガースICOCA（阪神でのICOCA発売開始にあわせて阪神電気鉄道で発売、球団旗デザイン [5万枚] とトラッキーデザイン [3万枚] の2種類、定期券機能付加可能[71]。3月1日-3日は甲子園駅のみで先行発売、3月4日・5日は阪神の主要駅で発売[72]、3月6日以降は梅田駅・神戸三宮駅のみで発売[73]。後に追加発売する旨が公表されており[74][75]、2021年時点では大阪梅田駅東口・神戸三宮駅西改札の券売機のうち2台で販売されていた）
- 2024年4月1日発売：京都市交通局オリジナルICOCA（京都市交通局で発売、定期券機能付加可能。1万枚）[76]
- 2025年2月6日発売：サンフレICOCA（ネット販売かつクレジットカード決済限定で1人1枚のみ発売。1万枚）

これらのうち、「カープICOCA」（優勝記念バージョンが3時間で完売）や「タイガースICOCA」（発売初日に7時間待ちの行列が発生）は大きな人気を集め、販売時に話題となった。
- 2025年4月13日発売：大阪・関西万博記念ICOCA（万博会場限定で発売。3万3千枚）
- 2025年6月24日発売：乗車人員1億人達成記念ICOCA（ネット販売かつクレジットカード決済限定で1人1枚のみ発売。5千枚）

### モバイルICOCA
2023年3月22日にサービスを開始した、スマートフォンで「ICOCA」の機能を利用できるサービス。スマートフォンアプリの操作により利用が可能で、代金はクレジットカードによる決済などとなる。
2023年3月22日より、Android OS搭載のスマートフォンでサービスを開始した。
2023年6月27日、実質的な「iOS版モバイルICOCA」となる「Apple PayのICOCA」が発表され、同日付でサービスが開始された

### KIPS ICOCA

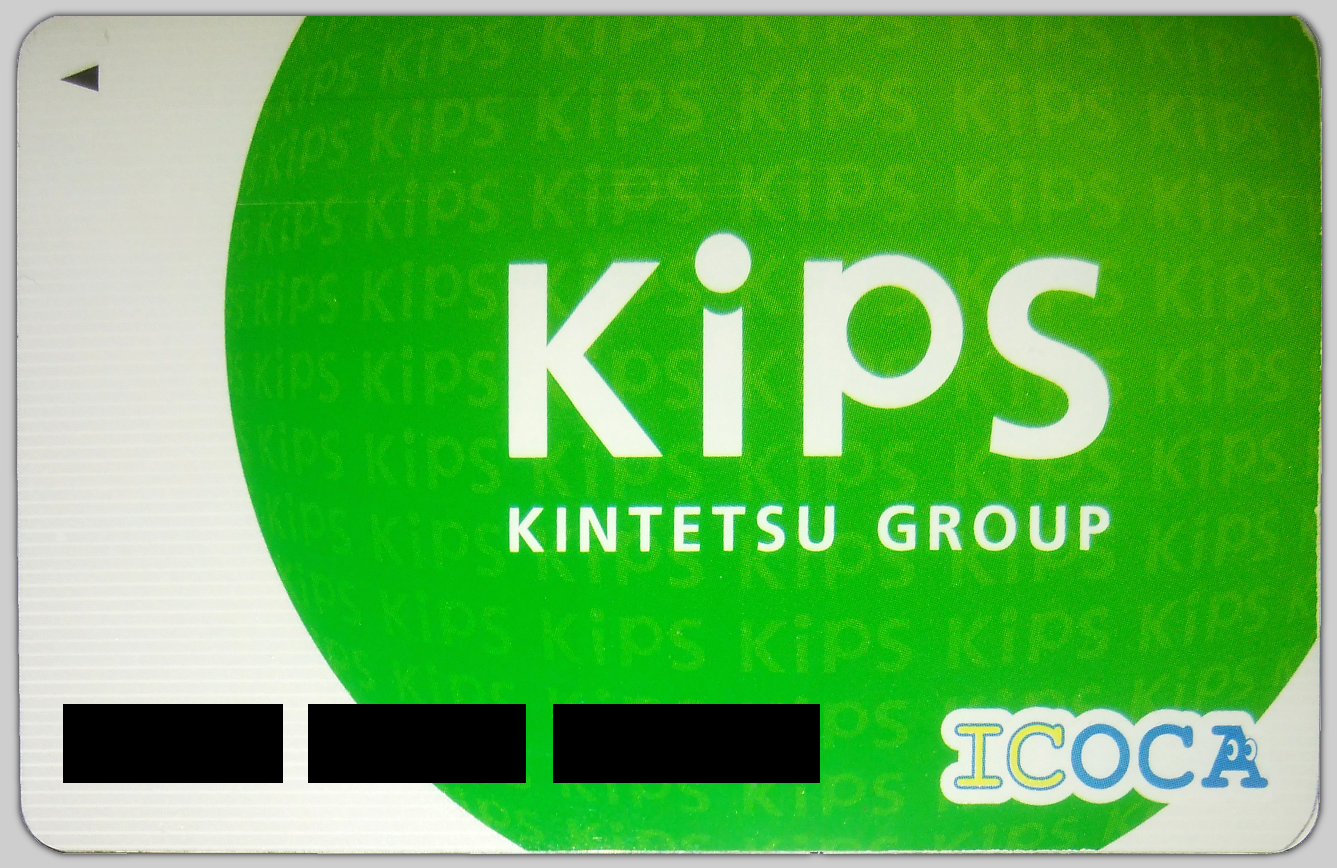
KIPS ICOCAカード

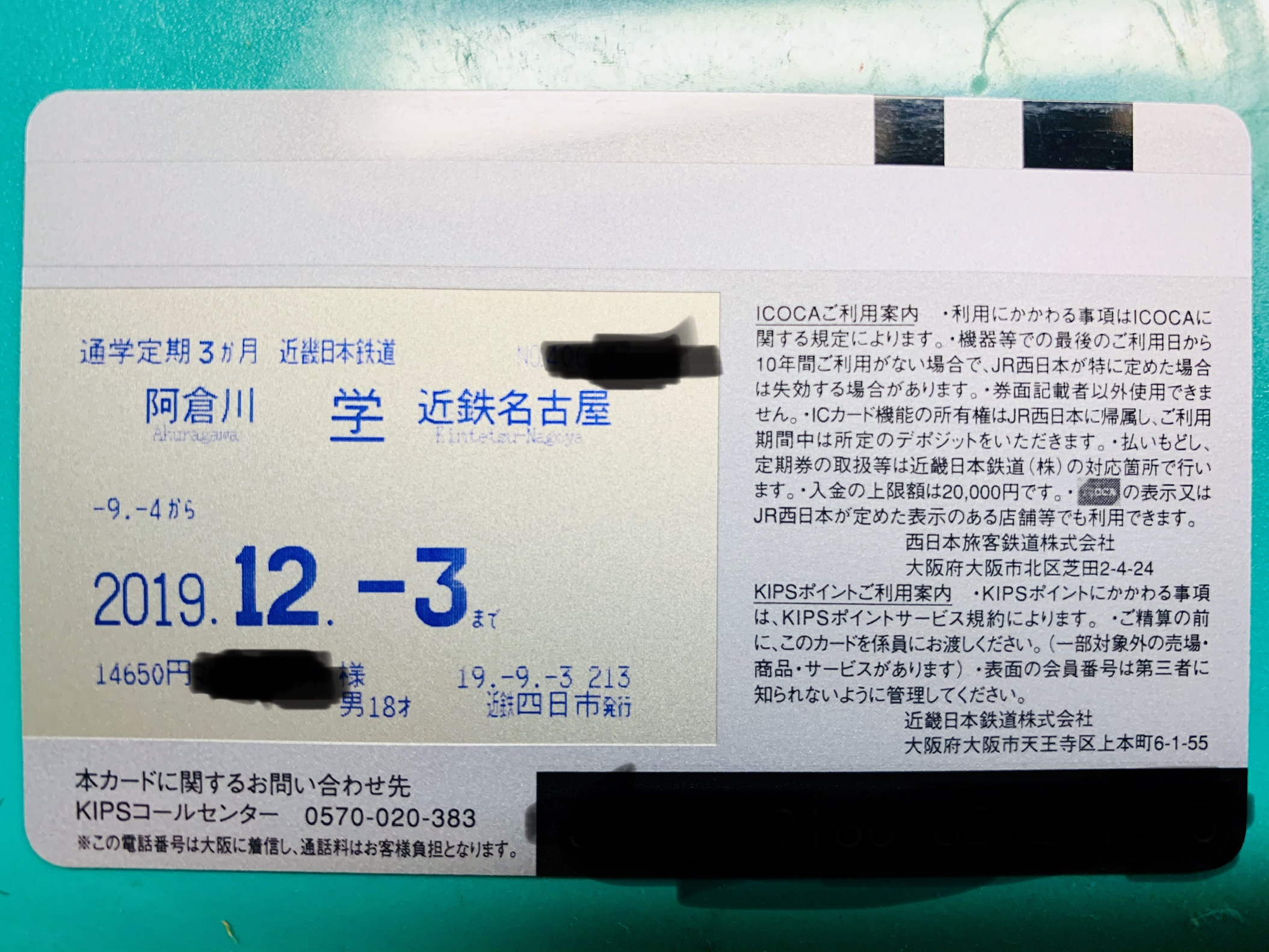
定期券付きKIPS ICOCAカード裏面

ICOCAの機能に加え、近鉄グループ各社の「KIPSポイントサービス」の特典が受けられるカード。2012年12月1日発行開始。近鉄主要駅の定期券取扱窓口で発行・取扱いを行っている。12歳以上限定（小学生は不可）で発売され、購入時に本人確認証明書類（運転免許証、個人番号カード等）が必要。
定期券機能の追加も可能で、ICOCAとしては唯一裏面に定期券情報を表示する。なお、近鉄以外の鉄道事業者では、定期券機能を追加できない。
近鉄線を利用した場合（現金で定期券を購入する場合を含む）、200円（税別）につき1ポイントが加算される。新規購入時には、2,000円（デポジット500円を含む）となる。
また、ショッピング時もポイントが付与される。なお、KIPS PiTaPaカードとはポイントの付与率・利用可能店舗が異なる場合がある。
KIPSクレジットカード会員に限り、KIPSポイントカード（現金払いポイント専用カード・2013年1月25日発行開始）を含むKIPSポイントのとりまとめが可能（KIPSネットサービスにて事前登録が必要）。
2023年1月31日をもってKIPS ICOCAカードの新規発行を終了した。なお、発行済みのKIPS ICOCAは継続使用できるほか、紛失・盗難・磁気不良時の再発行等には対応する。

### KANSAI One Pass
2016年4月8日より発行されているICOCAをベースとした訪日外国人旅行者向け「関西統一交通パス」。関西経済連合会がJR西日本をはじめとする9社局や新関西国際空港などと協力して発行する。ICOCA機能に加え、関西国際空港内の41店舗を含む約90カ所の商業施設や観光スポットで利用できる優待特典が付帯する。
カードには関西ゆかりの手塚治虫原作の漫画「鉄腕アトム」のイラストが描かれており、関西広域の鉄道路線マップ付き利用ガイドが付属する。当初は3000円（デポジット500円含む）のカード（カードの色は桃色）を3万枚限定で販売。2017年4月17日より2000円（デポジット500円含む）のカード（カードの色は黄色）を枚数限定無しで販売開始したが、2019年4月16日より再び3000円カードとなり、2000円カードは売り切れ次第、発売終了となる。
発売箇所は関西空港駅および大阪・京都・神戸市内のJR西日本・阪急・阪神・京阪・近鉄・南海・地下鉄主要駅等。外国パスポートを有し、「短期滞在」に該当する在留資格を有する訪日外国人のみが購入可能で、購入時にはパスポートの提示が必要になる。

### アリババ記念ICOCA
2019年にJR西日本とアリババグループは提携し、中国から訪日する客を対象に、西日本エリアの魅力を広め、誘客拡大を目指す。世界遺産や自然景観、文化、食、体験など、多くの観光素材を持つ西日本をより多くの人に知ってもらうために、アリババグループ傘下の各サービスを活用する。さらに、両社の連携を記念して、オリジナルデザインのICOCAを3万枚制作した。

### 黄金のICOCA
2021年2月1日より発行開始の「J-WESTゴールドカード」の会員限定で、WESTERポイント（旧：J-WESTポイント）の交換商品として発行する限定ICOCAであるが、現在は現金でも購入可能である。定期券の搭載は不可となる。

## 利用方法
駅の自動改札機やバスの乗降口、店舗のレジなどに設置されたカード読み取り機にICOCAをあてて（タッチして）カードを読み取らせることにより、あらかじめチャージされた金額から利用金額分を引き去って決済をするというのが基本的な使い方である。ICOCAは電波を使った無線通信によりデータの読み取りや書き込みができる非接触型のICカードであるので、パスケース等に入れたままでも利用でき、利用するごとにパスケース等から取り出したりする必要がないが、電波を吸収する性質がある硬貨などの金属類や、使用方法が類似する他用途の非接触型ICカード（ICチップを搭載した運転免許証やtaspo・楽天Edy ・nanaco・WAON・Speedpass・一部のゲームのマスコットなど）を一緒に入れていると、カードが正しく読み取れないことがある。

### チャージ
ICOCAのストアードフェア (SF) 機能を利用するには、精算前にあらかじめカードにチャージ（入金）がされている必要がある。チャージ金額の上限は20,000円である。チャージ方法は現金またはクレジットカード（SMART ICOCAのみ）に限られ、Jスルーカードやオレンジカード（JR西日本）、またはスルッとKANSAI対応カード（近鉄・京阪など）を用いてのチャージはできない。Suica、PASMOなどで実施しているオートチャージは、SMART ICOCAのクイックチャージ（クレジットカードによる決済）があることから行っていない。
チャージは基本的に駅構内に於いては以下の場所で行う（有人窓口でICOCAを発売する事業者の一部では、窓口でのチャージも受け付けている）。
ICOCA対応の自動券売機
券売機操作により、一定額の単位（各社局共通で1,000円・2,000円・3,000円・5,000円・10,000円。JR西日本は500円も対応。京阪や京都市営地下鉄などの一部事業者では10円〜990円または10円単位の任意の金額にも対応。）を現金でチャージする。領収書も発行でき、カードの利用履歴の表示や印字もできる。500円チャージは2015年10月1日より開始。一部の機器ではICOCAをパスケースから取り出すことなくチャージできる。
JR西日本の各駅のものは、SMART ICOCAのクイックチャージ（クレジットカードによる決済）、ポイントチャージ（WESTERポイント（旧：J-WESTポイント）からの移行）にも対応している。
なお、あいの風とやま鉄道の自動券売機はICOCAに対応していなかったが、2020年10月1日よりチャージ等が可能となっている。
JR四国・えちぜん鉄道・福井鉄道の自動券売機はICOCAに対応していない（各社とも後述の専用チャージ機を一部駅に設置）。
専用チャージ機
駅のホームや改札口に設置されている入金専用の「チャージ機」によりチャージすることも可能。ICOCAをホルダーに差し込んで使用し、券売機同様に一定額を現金でチャージする。
JR西日本・JR四国・あいの風とやま鉄道・IRいしかわ鉄道のチャージ機は、現金でのチャージに加えて、SMART ICOCAのクイックチャージもできる。SMART ICOCA専用で現金でチャージする機能がない「クイックチャージ専用機」もある。岡山・広島・山陰・香川エリアおよび石川・富山エリアに設置されている新型のチャージ機には、利用履歴の印字機能、SMART ICOCAのポイントチャージができる機能が追加されている。
JR西日本においては、当初自動券売機や自動精算機を設置していない閑散駅で導入していたが、サービス開始以降にチャージの需要が大きく伸びたことから主要駅への増設や、ホーム上にも設置している駅（和泉砂川駅など）もある。
クイックチャージ専用機に通常のICOCAを挿入した場合、残額とチャージできない旨の表示が出る。逆に、現金対応のチャージ機にSMART ICOCAを挿入すると、現金でのチャージができずクイックチャージ・ポイントチャージのみの取り扱いとなる。
自動精算機
ICOCA対応券売機と同様の単位（一部の社局では10円〜10,000円までの任意の金額でチャージ可能）で現金チャージができる。感熱紙による領収書も発行できる（JR西日本では不足額チャージ時は領収書の発行は不可）。また、降車時に不足額があった場合に限り不足額（10円単位切り上げ）のみをチャージすることも出来る（2015年10月1日より、詳細後述）。
JR西日本の各駅のものは、SMART ICOCAのクイックチャージ・ポイントチャージ機能も搭載する。
車内運賃箱（一部路線）
JR西日本（七尾線・きのくに線・和歌山線）の2両編成ワンマン電車、万葉線・えちぜん鉄道・福井鉄道の電車では、車内での現金チャージに対応する。運転席後ろの両替機能付き運賃箱でチャージボタンを選択し、チャージ額（JR西日本は1000円、3000円、5000円、万葉線は1000円、2000円、えちぜん鉄道・福井鉄道は1000円）を選択後にICOCAを置き、現金を投入してチャージする。路面電車や一般乗合バスとは異なり駅間走行中でもチャージが可能。
なお、ICOCAエリア内の以下の駅では駅構内でチャージができない（列車内チャージが可能な路線を含む）。
自動券売機や自動精算機・チャージ機が設置されていない駅
- 西日本旅客鉄道（JR西日本）
  - 北陸本線：新疋田駅
  - 七尾線：能瀬駅、免田駅、敷浪駅、南羽咋駅、千路駅、金丸駅、能登二宮駅
  - 関西本線：関駅、加太駅、柘植駅、新堂駅、佐那具駅、島ケ原駅、月ケ瀬口駅、大河原駅
  - 草津線：柘植駅
  - 紀勢本線（きのくに線）：道成寺駅、和佐駅、稲原駅、印南駅、切目駅、岩代駅、芳養駅、紀伊新庄駅、紀伊富田駅、椿駅、紀伊日置駅、見老津駅、江住駅、和深駅、田子駅、田並駅、紀伊有田駅、紀伊姫駅、紀伊田原駅、紀伊浦神駅、下里駅、湯川駅、紀伊天満駅、那智駅、宇久井駅、三輪崎駅
  - 赤穂線：天和駅、備前福河駅、寒河駅
  - 山陰本線：船岡駅、宝木駅、泊駅、東山公園駅、東松江駅、来待駅
  - 境線：和田浜駅、大篠津町駅、中浜駅、高松町駅、上道駅
  - 宇野線（宇野みなと線・瀬戸大橋線）：備中箕島駅、久々原駅、彦崎駅、迫川駅
  - 伯備線：豪渓駅、日羽駅、美袋駅、備中広瀬駅、木野山駅、備中川面駅、方谷駅、井倉駅、石蟹駅

- 近畿日本鉄道（近鉄）
  - 大阪線：伊賀上津駅、西青山駅、大三駅、伊勢石橋駅、川合高岡駅
  - 名古屋線：桃園駅
  - 湯の山線：中菰野駅、大羽根園駅
  - 鈴鹿線：柳駅、三日市駅
  - 山田線：伊勢中原駅、漕代駅、小俣駅
  - 鳥羽線：朝熊駅、池の浦駅
  - 志摩線：中之郷駅、志摩赤崎駅、船津駅、加茂駅、松尾駅、白木駅、五知駅、沓掛駅、上之郷駅、穴川駅、志摩横山駅、志摩神明駅
  - 吉野線：薬水駅、大阿太駅

- 南海電気鉄道
  - 高野線：下古沢駅、上古沢駅、紀伊細川駅、紀伊神谷駅

- 万葉線
  - 万葉線：全停留場・駅（ただし、高岡駅停留場（加越能バス乗車券センター）、米島口停留場（万葉線本社）、第一イン新湊 クロスベイ前駅（クロスベイ新湊）は、窓口でチャージをすることができる）

- ハピラインふくい
  - ハピラインふくい線：南今庄駅、湯尾駅、細呂木駅、牛ノ谷駅

- えちぜん鉄道
  - 勝山永平寺線：新福井駅、追分口駅、東藤島駅、越前島橋駅、志比堺駅、下志比駅、光明寺駅、轟駅、越前野中駅、山王駅、越前竹原駅、小舟渡駅、保田駅、発坂駅、比島駅
  - 三国芦原線：まつもと町屋駅、日華化学前駅、八ツ島駅、中角駅、（臨）仁愛グランド前駅、鷲塚針原駅、太郎丸エンゼルランド駅、西春江ハートピア駅、下兵庫こうふく駅、大関駅、本荘駅、番田駅、水居駅、三国神社駅、三国港駅

- 福井鉄道
  - 福武線：スポーツ公園駅、家久駅、西山公園駅、水落駅、鳥羽中駅、三十八社駅、泰澄の里駅、ハーモニーホール駅、清明駅、江端駅、花堂駅、商工会議所前駅、足羽山公園口駅、福井城址大名町駅、仁愛女子高校駅

- 四日市あすなろう鉄道
  - 内部線：小古曽駅

- 伊賀鉄道
  - 伊賀線：新居駅、西大手駅、広小路駅、桑町駅、四十九駅、猪田道駅、市部駅、依那古駅、丸山駅、上林駅、比土駅

自動券売機がICOCAチャージ非対応で、自動精算機・チャージ機が設置されていない駅
- 西日本旅客鉄道（JR西日本）
  - 和歌山線：大和二見駅、隅田駅、下兵庫駅、紀伊山田駅、中飯降駅、妙寺駅、大谷駅、西笠田駅、紀伊長田駅、下井阪駅、船戸駅、紀伊小倉駅、布施屋駅、千旦駅
  - 紀勢本線（きのくに線）：朝来駅、紀伊佐野駅

- 四国旅客鉄道（JR四国）
  - 予讃線：香西駅、鬼無駅、端岡駅、国分駅、讃岐府中駅、鴨川駅、八十場駅、讃岐塩屋駅
  - 高徳線：栗林公園北口駅、屋島駅

- 四日市あすなろう鉄道
  - 内部線：赤堀駅、日永駅、南日永駅、泊駅、追分駅、内部駅
  - 八王子線：日永駅、西日野駅

- 伊賀鉄道
  - 伊賀線：上野市駅、茅町駅（ただし、上野市駅は終日有人駅であり、窓口でチャージをすることができる）

- 福井鉄道
  - 福武線：北府駅、サンドーム西駅（券売機は多客期のみ稼働）

なお、以前はJR西日本管内のみどりの窓口で現金に加えてクレジットカードでのチャージも取り扱っていたが、2008年6月30日限りでみどりの窓口でのチャージの取扱いを中止し、一方でSMART ICOCAを一般クレジットカードに開放した。併せてICOCA定期券以外のクレジットカードでの購入取扱いも中止した。
駅以外では、ICOCA電子マネーを導入しているイオングループ、ビックカメラグループ（いずれも一部を除く店舗）のICOCA電子マネー対応店舗と、エリア内の主要コンビニエンスストア（セブン-イレブン、ローソン、ファミリーマート、サークルKサンクス、ポプラなど）、ICOCA取り扱いのバス車内（敦賀市コミュニティバス、ぐるっと敦賀周遊バス、近江鉄道バス、湖国バス、大阪バス、カナちゃんバス、くる梨、ごんごバス、ら・くるっと、おのみちバスを除く）、広島地区のPASPY取り扱いの電車・バス車内のほか、東日本地区のSuicaショッピングサービス、東海地区のTOICA電子マネー、九州地区のSUGOCA電子マネーなど、「全国相互利用サービス」対応の各IC乗車カード（PiTaPaを除く）での電子マネーサービスを導入しているコンビニエンスストア（NEWDAYS、ベルマート、ミニストップなど）でも、現金によるチャージを取り扱っている（コンビニエンスストアでは、一部取り扱わない店舗もある）。2018年10月15日よりセブン銀行ATMで、ICOCAなどの、交通系電子マネーの現金チャージや残高確認の取り扱いを開始した。

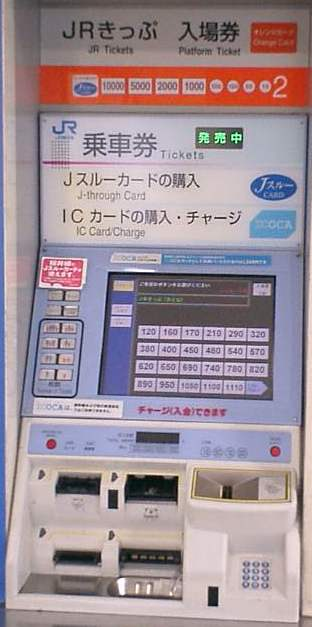
都市部駅用のICOCA対応券売機（HT30型）
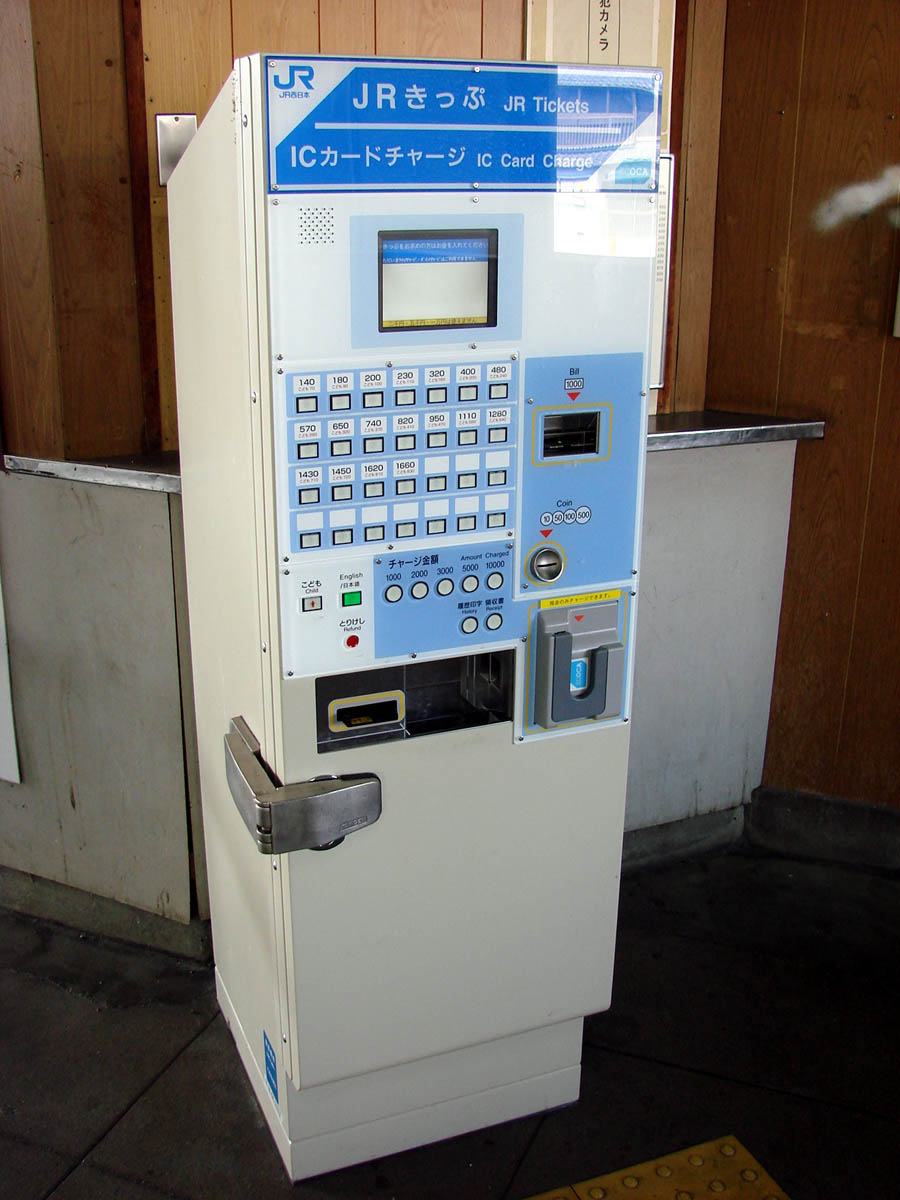
無人駅用のICOCA対応券売機（UT50型）[注釈 7]
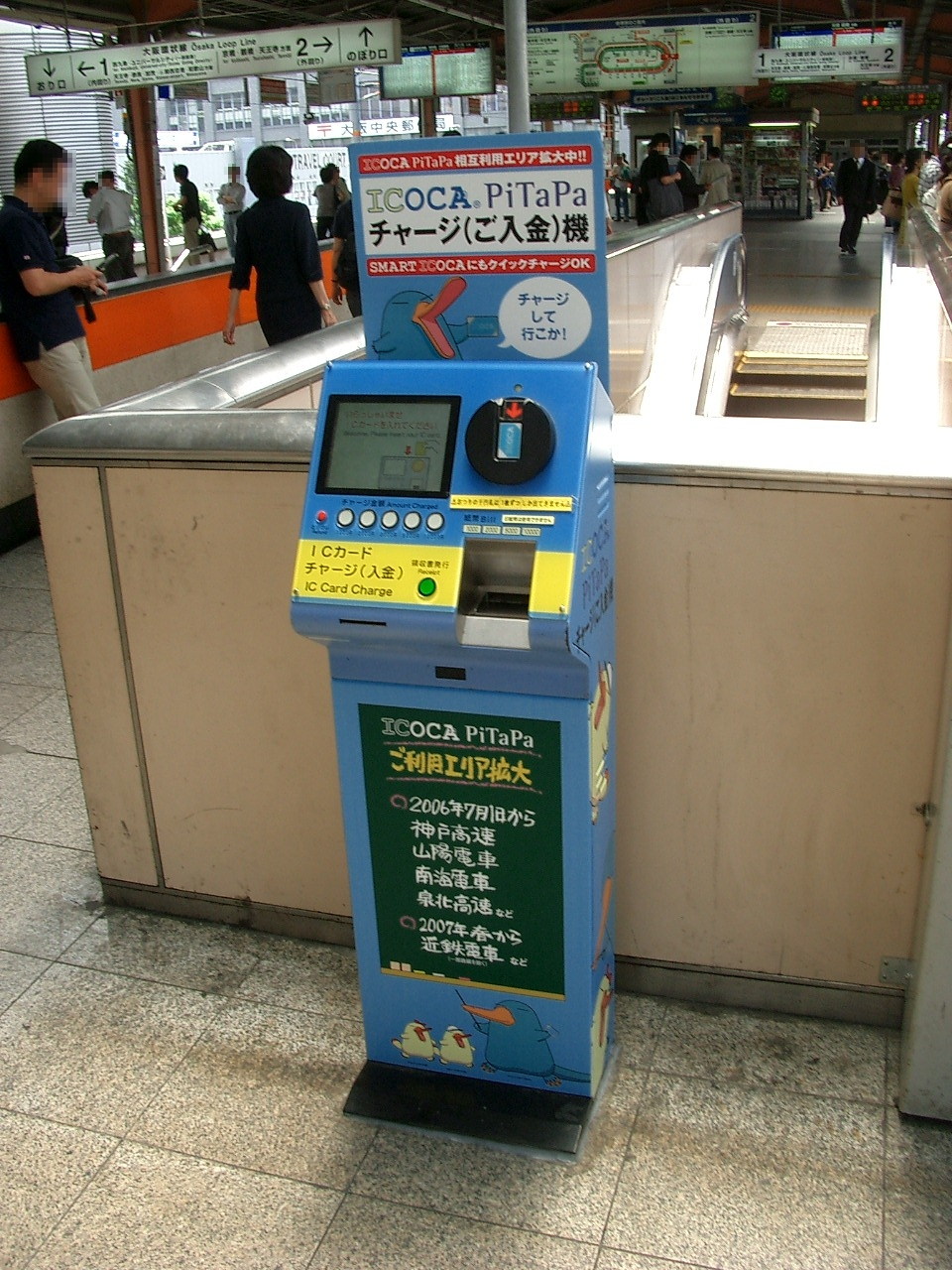
チャージ機
（京阪神エリア）[注釈 8]
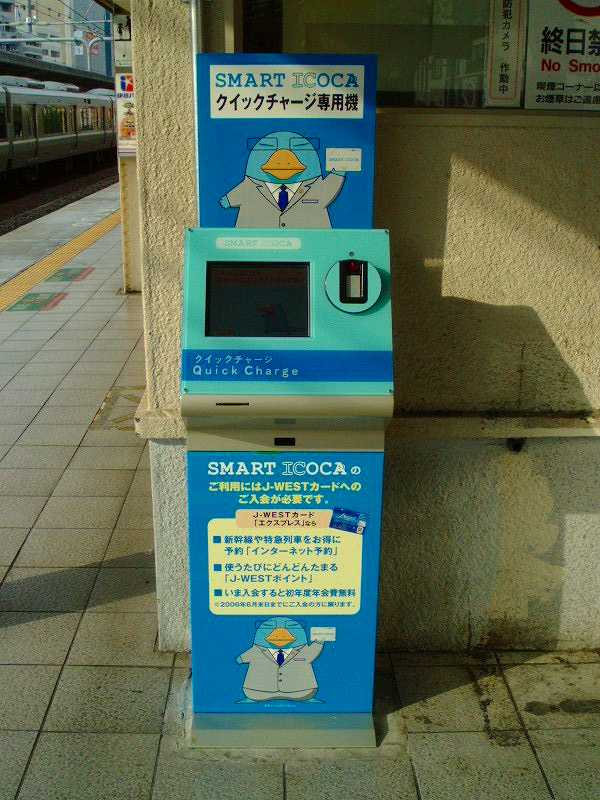
クイックチャージ専用機 （京阪神エリア）
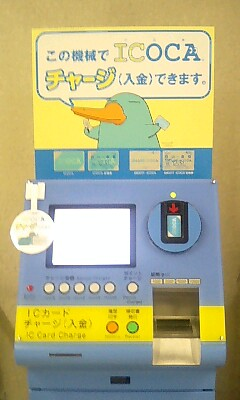
チャージ機 （VC50型） （岡山・広島エリア）
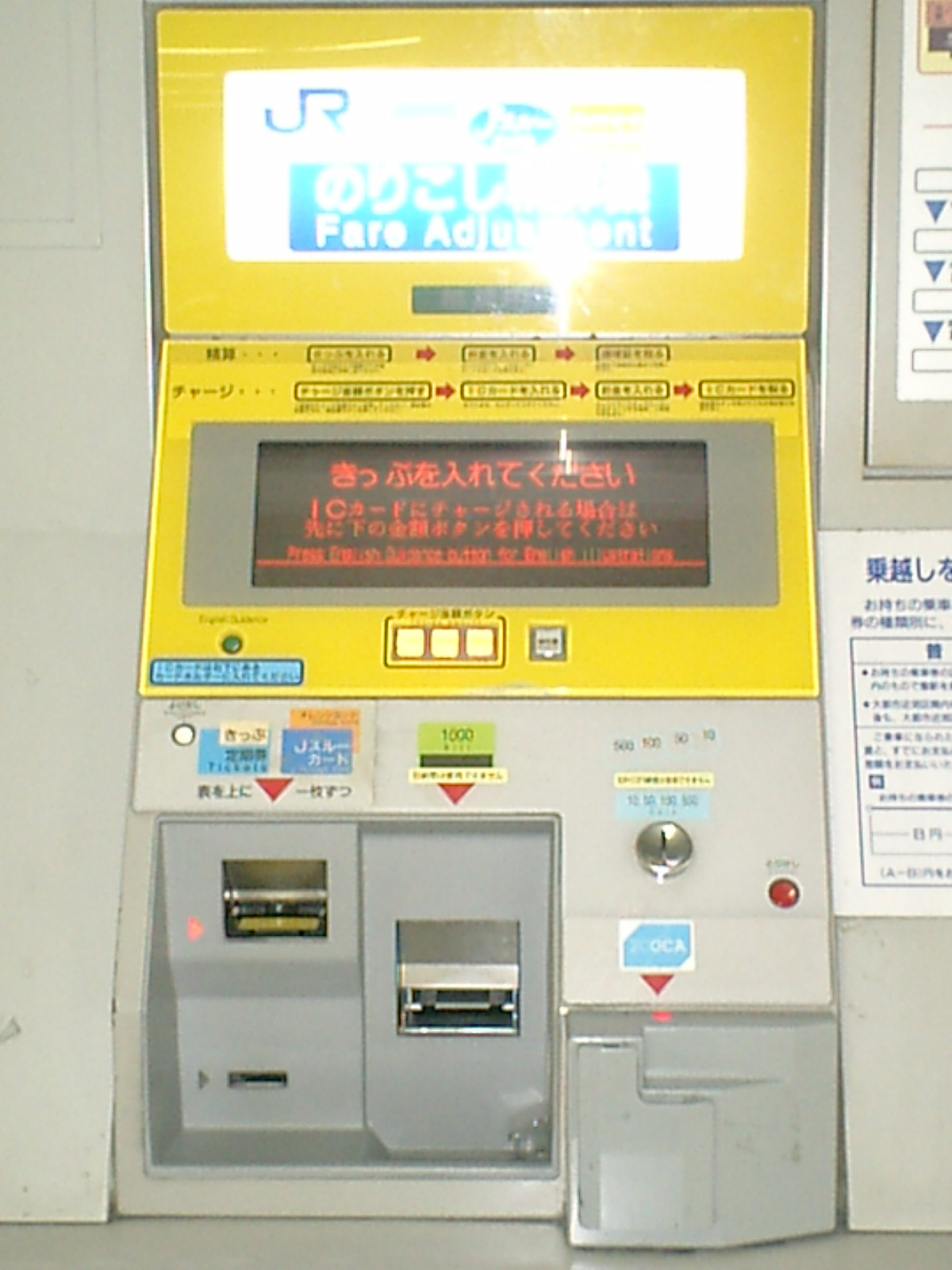
旧型ののりこし精算機（チャージは現金専用）
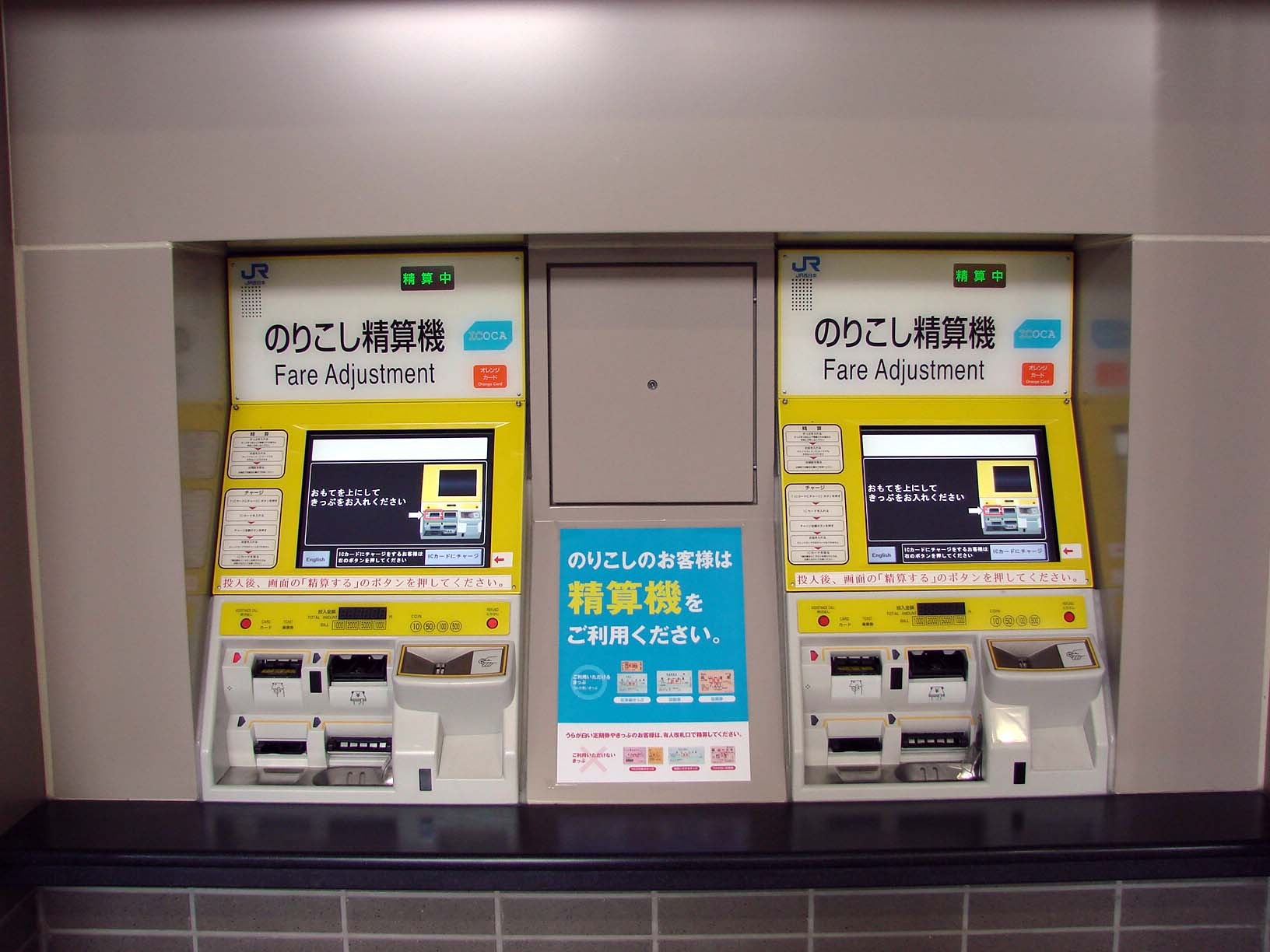
新型ののりこし精算機（FA50型）

### 鉄道の利用
鉄道での利用の場合、乗車駅で自動改札機のカード読み取り部にICOCAをタッチする。この時、カードには乗車駅や時刻などの情報が記録される。ICOCAが正確に認証された場合は電子音とともにゲートが開き、正確に認証されない場合、またはカードが使用できない場合は電子音や音声が鳴って即座にゲートが閉まるようになっている。ICOCAの残額が不足していたり、ICOCA定期券およびこどもICOCAの有効期限が近付いたりしている場合は通常と異なる電子音が鳴る。また、こどもICOCAが使用された場合は鳥の鳴き声の音が鳴る。下車駅では、乗車時と同じように自動改札機のカード読み取り部にICOCAをタッチする。この時、乗車時に記録された情報を元に運賃が計算され、チャージ金額から運賃分が引き去られる。なお、Suicaと異なり、ICOCAエリアでは入場時に初乗り運賃の引き去りを行わない ため、残高が初乗り運賃未満でも入場は可能である（ただし、残高0円の場合は入場できない）。
ICOCA定期券で定期区間の外を含む区間をICOCAで利用した場合は、降車時に定期外区間に相当する運賃が引き去られる。なお、定期区間を挟む利用を行った場合は「全区間の通し運賃」と「定期外区間の運賃の合算」のいずれか安い方で精算されることになっている。
出場時にチャージ額の不足があった場合には、導入当初はのりこし精算機にて不足額の現金精算を行い、別途出場証（磁気券）を受け取って出場証で改札を通過するか、チャージ機で不足額を上回るように1000円単位でチャージする必要があったが、2015年10月1日よりICOCAに不足額（10円単位で切り上げ）を現金チャージした上で、そのまま入場時のICOCAで出場改札を通過する仕組みに変更された（ただし姫路駅の播但線・姫新線乗り継ぎ精算機、加古川駅の加古川線乗り継ぎ精算機、鶴橋駅の近鉄乗り継ぎ精算機、新大阪駅の新幹線乗り継ぎ精算機は不足額チャージ不可。また、他の乗車券やオレンジカードで精算する場合は従来通り出場証が発行される）。
普通列車に車載型IC改札機を設置している路線（JR西日本（七尾線 津幡駅 - 七尾駅間・関西本線 亀山駅 - 加茂駅間・和歌山線・紀勢本線（きのくに線）・境線）・万葉線・えちぜん鉄道・福井鉄道）では、乗車時に入口横の「乗車」用IC改札機にタッチし、降車時に運転台後ろまたは運賃箱の「降車」用IC改札機にタッチして下車する。JR西日本（七尾線・和歌山線・紀勢本線（きのくに線））・万葉線・えちぜん鉄道・福井鉄道では、車内運賃箱での現金チャージに対応する（前述）が、JR西日本（関西本線・境線）では列車内でのチャージに対応していないため、残高不足の場合は乗務員が入場記録を取り消した上で現金精算する必要がある。なお、七尾線 七尾駅 - 和倉温泉駅間は普通列車がのと鉄道の列車のみであることから、普通列車ではICOCAでの利用に対応しない。

#### 在来線と新幹線の乗り継ぎ
ICOCAのチャージ残高のみを用いての新幹線の乗車はできないが、ICOCAエリア内の在来線から山陽新幹線・東海道新幹線（JR東海）・北陸新幹線へ乗り換える際に、新幹線乗換口の自動改札機でそれまで乗車した在来線運賃の精算ができる。最初に新幹線乗車券を挿入口に入れ、続いて在来線の乗車に使用したICOCAをカード読み取り部にタッチすると自動的に精算が完了し、改札機を通過できる。
東海道・山陽新幹線の会員制ネット予約サービス「エクスプレス予約」のEX-ICサービスや東海道新幹線の会員制ネット予約サービス「プラスEX」で列車を予約している場合は、EX-ICカード（プラスEXカード）とICOCAを2枚重ねで、また各社ネット予約サービスにおいて、ICOCAと新幹線の予約情報の紐付けが完了している場合は当該ICOCA単独で、カード読み取り部にタッチすると精算が完了し改札機を通過することができる。
2009年8月29日より、山陽新幹線全線にEX-ICサービスが導入されたことで、ICOCAエリア内にある山陽新幹線各駅の新幹線乗換口でも、ICOCAを用いての在来線から新幹線への乗り継ぎが可能になった。
2011年3月12日からは、JR九州在来線と接続する小倉駅・博多駅両駅の新幹線乗換口でもSUGOCAおよびSUGOCAと相互利用しているICOCAなどのカードでの精算、記録が可能となった。

#### JR在来線と他の私鉄との乗り継ぎ
JR西日本・京阪・近鉄・南海・伊賀鉄道と他社路線を共同利用駅を経由して連続乗車する場合（ICOCAエリア同士の乗り継ぎとなるJR西日本⇔京阪、JR西日本⇔近鉄、JR西日本⇔南海、JR西日本⇔伊賀鉄道、近鉄⇔南海、近鉄⇔伊賀鉄道の乗り継ぎを含む）、乗換口がある駅（乗換口に自動改札機がある駅）と乗換口がない駅で取扱いが異なる。
乗換口がある駅
乗換口の自動改札機にICOCAをタッチすることでそれまでの乗車区間運賃の精算と乗り継ぎ駅の情報の記録が同時に完了し、改札機を通過できる。
乗り継ぎ前または後のどちらかで磁気きっぷで乗車する場合は、乗換口の自動改札機で最初に磁気きっぷを入れ、その次にICOCAをタッチすると精算が完了して改札機を通過することができる。
なお乗り換え改札口では、ICカードの2枚同時使用による通過（2枚重ねタッチなど）はできない。
また粟生駅では、改札口またはホーム上の簡易改札機（JR西日本）と中間改札（神戸電鉄）の2つ両方にタッチする必要がある。
東福寺駅（JR西日本⇔京阪）、鶴橋駅（JR西日本⇔近鉄）、粟生駅（JR西日本⇔神戸電鉄）、近鉄名古屋駅（近鉄⇔JR東海、名鉄）などが該当する。
乗換口がない駅
乗換駅の改札構内（ホーム上、コンコースなど）に簡易ICカード改札機が設置されており、乗り換え時にこれにタッチして乗り継ぎ駅の情報の記録を行う必要がある。
なお伊賀上野駅では、列車内の車載型IC改札機（JR西日本）とホーム上の簡易改札機（伊賀鉄道）の2つ両方にタッチする必要がある。
ICOCA定期券等を含めたすべてのICOCAでこれを行う必要があり、簡易改札機にタッチしなかった場合、下車時に自動改札機を通過できない。また、磁気きっぷとの併用も出来ない。
柏原駅（JR西日本⇔近鉄）、りんくうタウン駅（JR西日本⇔南海）、吉野口駅（JR西日本⇔近鉄）、伊賀上野駅（JR西日本⇔伊賀鉄道）などが該当する。

利用方法
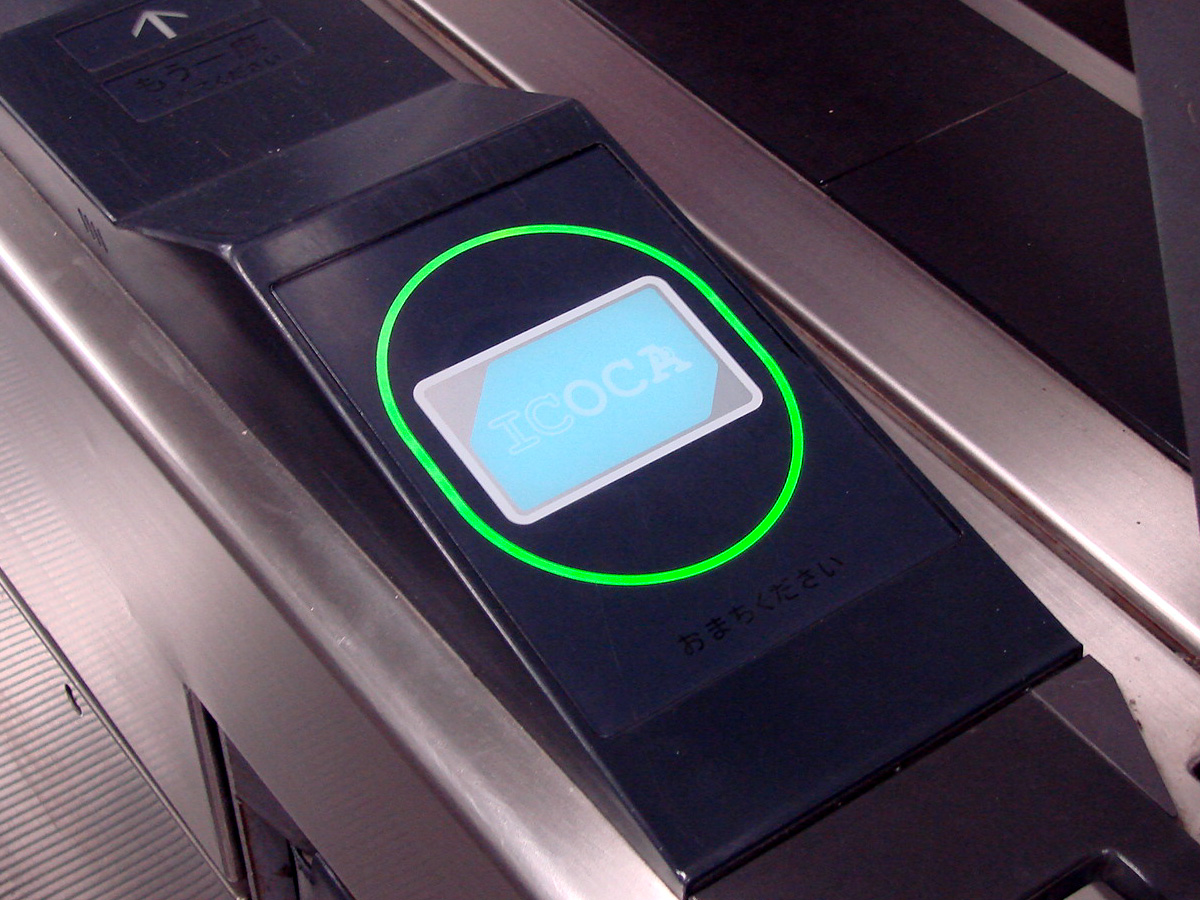
読み取り装置 （旧型）
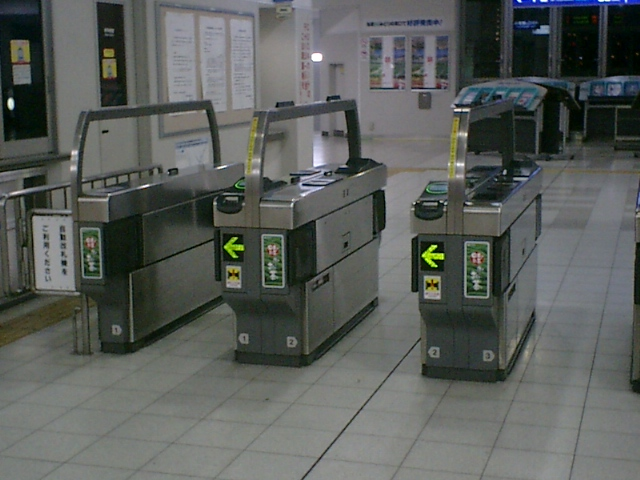
近畿地区の導入当初の改札機
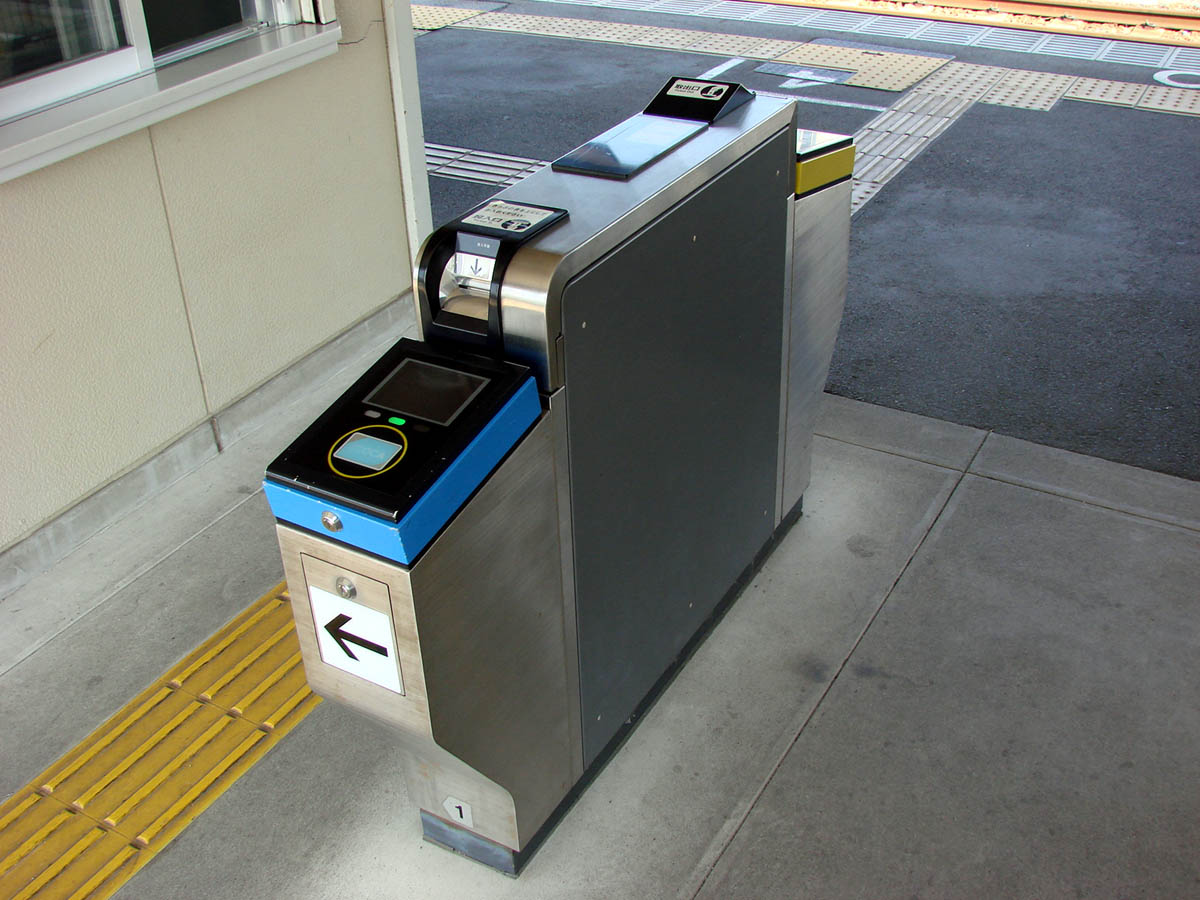
旧型の簡易型自動改札機
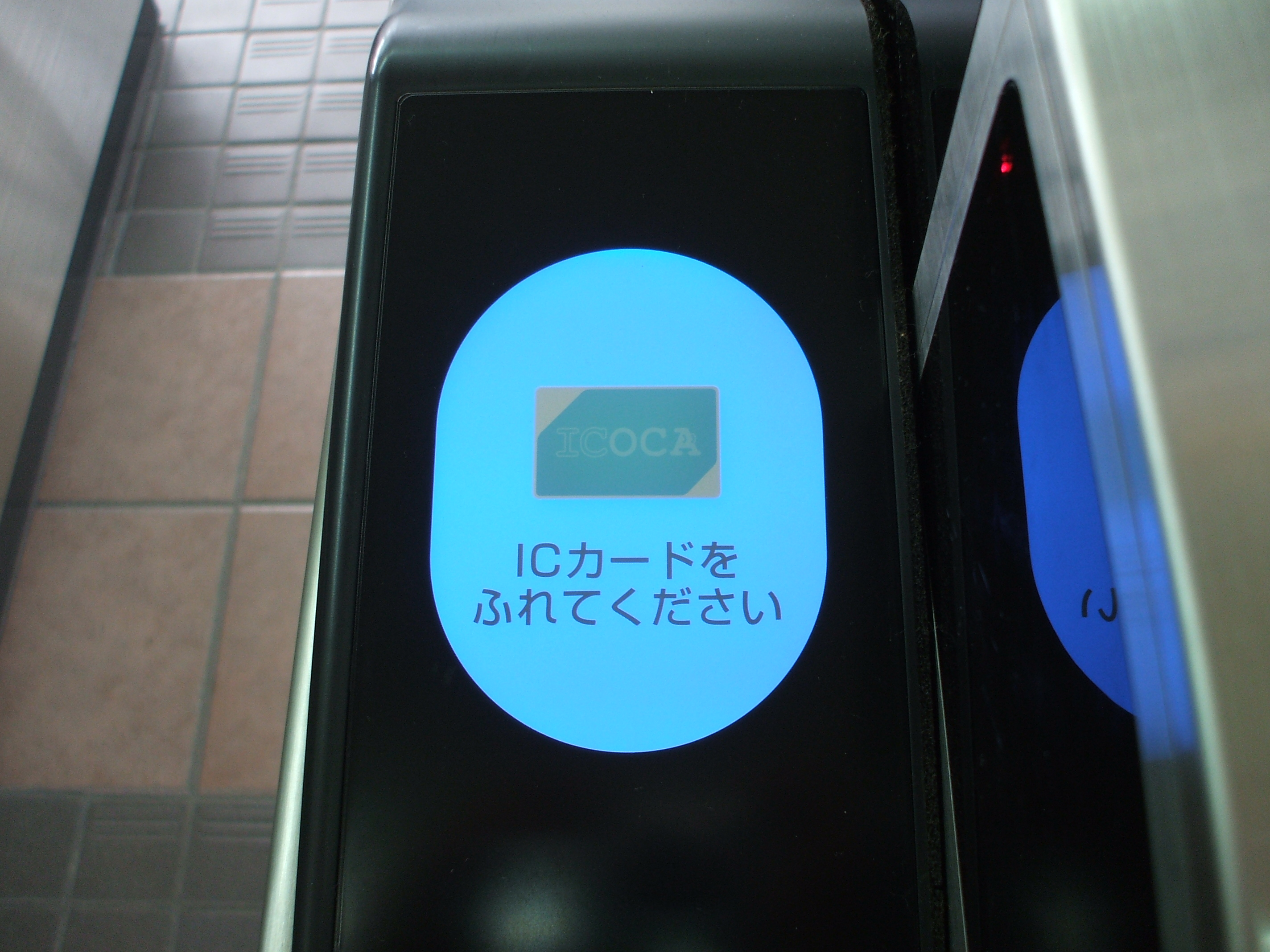
読み取り装置 （新型）
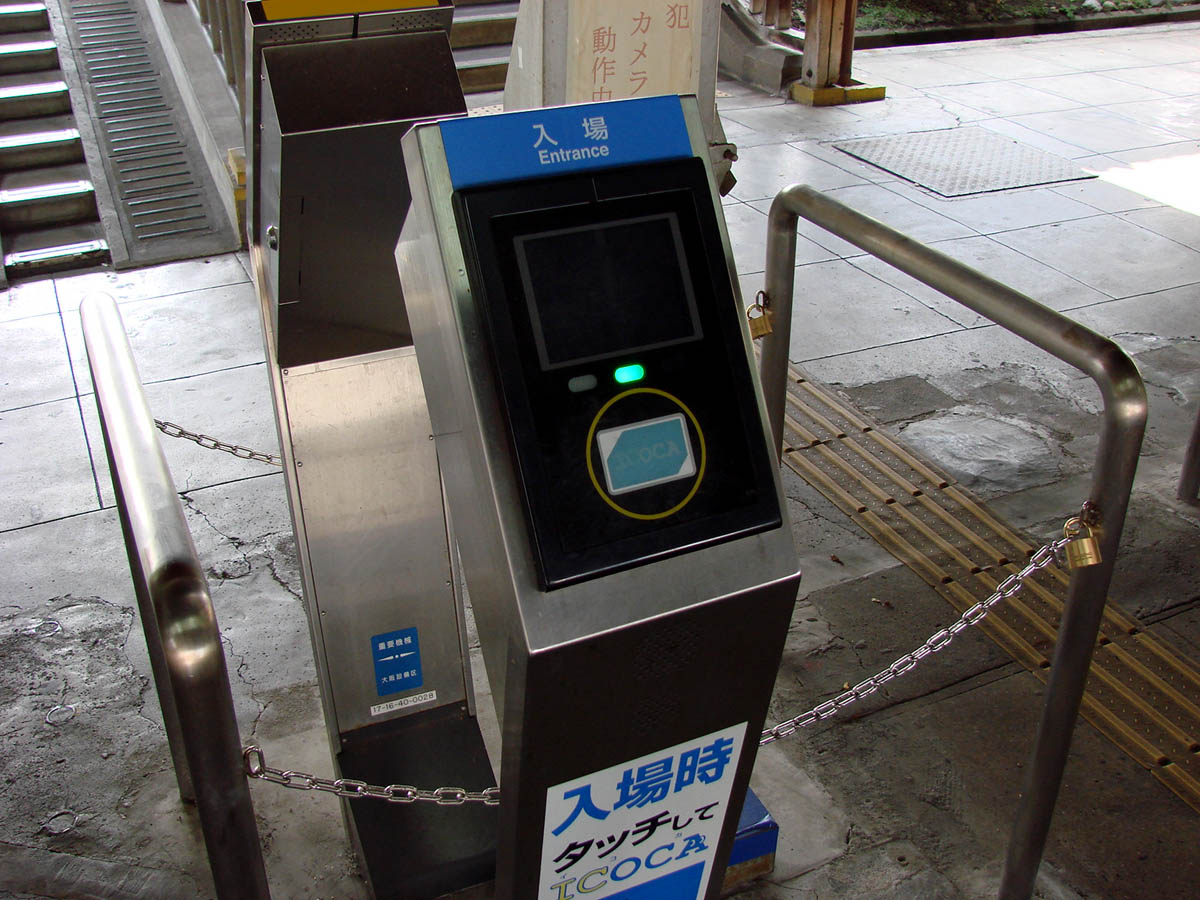
旧型の入場用簡易改札機
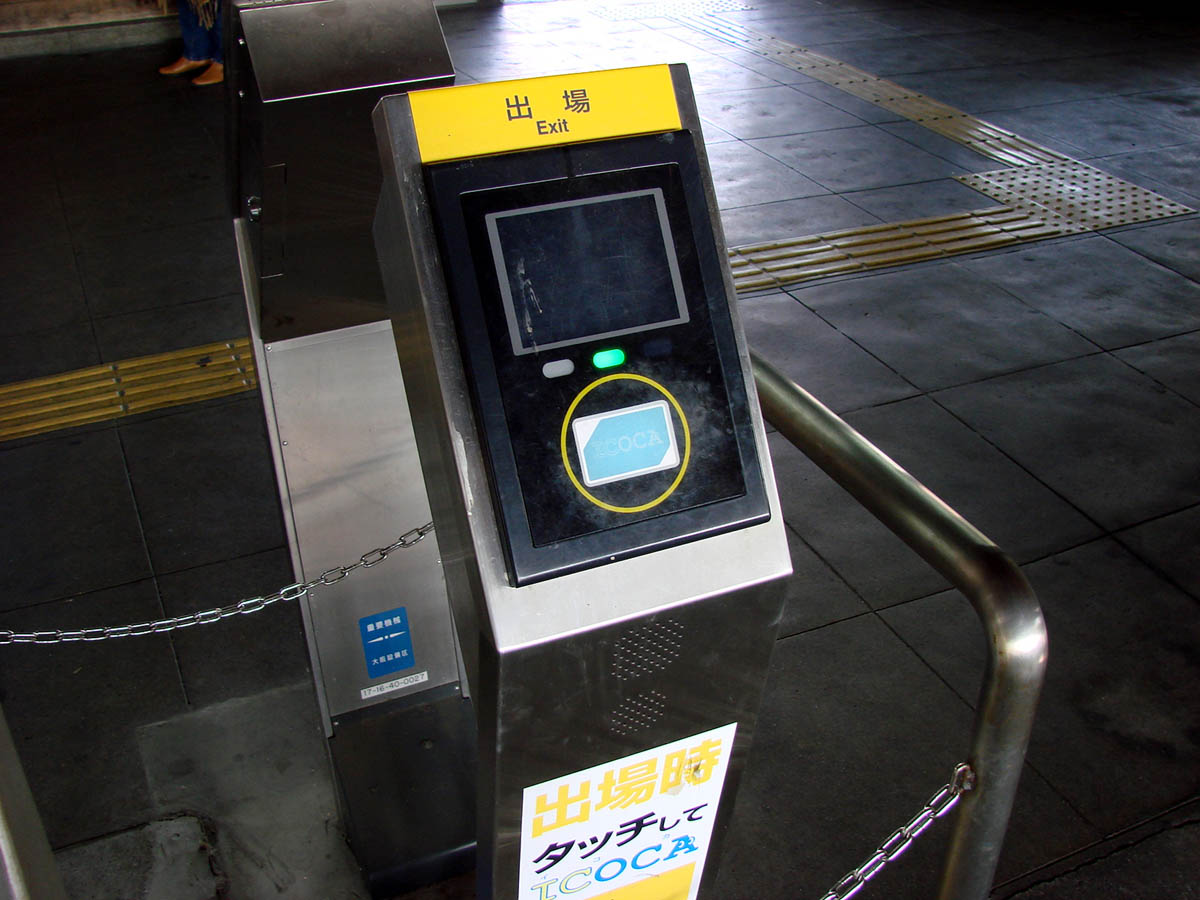
旧型の出場用簡易改札機
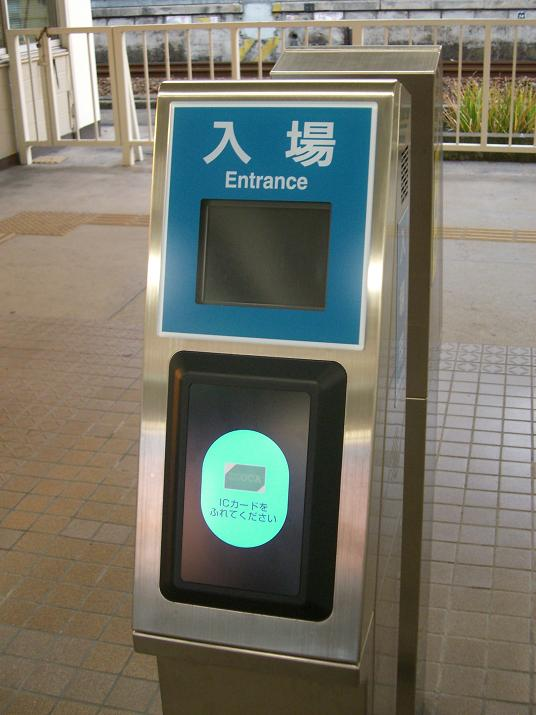
新型の入場用簡易改札機
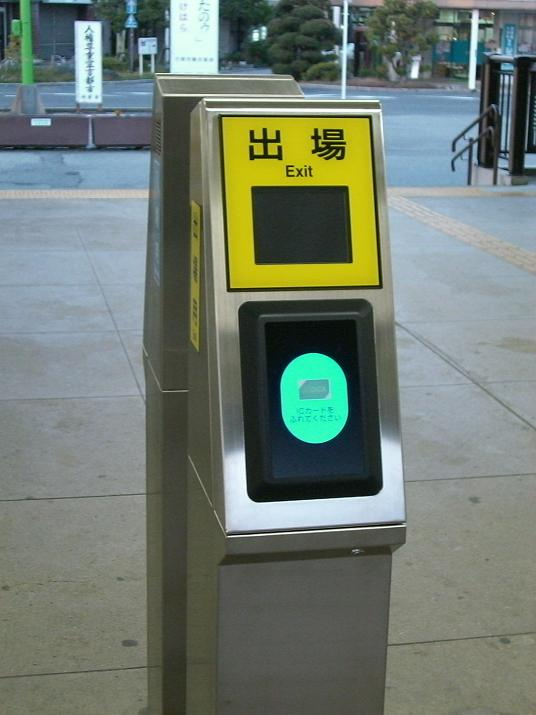
新型の出場用簡易改札機

### 有効期限・再発行

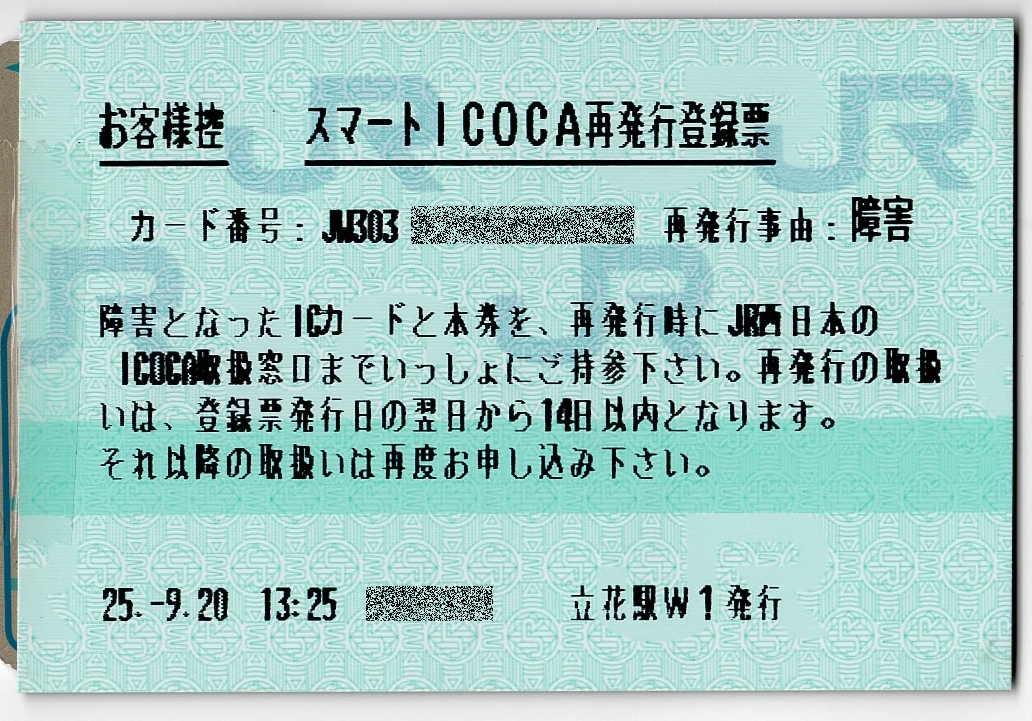
再発行登録票
（障害時の再発行は無料）

ICOCAは、最後の利用日から10年間利用がない場合でJR西日本が特に定めた場合は失効となり、チャージ金額およびデポジットの返却は行われない。
こどもICOCAの有効期限は、使用者が12歳となる年度の3月31日と定められており、期限を過ぎたカードはチャージ金額が残っていても使用できなくなる。この場合は、みどりの窓口にカードを返却するとチャージ金額、およびデポジットが手数料なしで払い戻される（10円未満は10円単位に切り上げ）。
こどもICOCA・SMART ICOCA・ICOCA定期券・こどもICOCA定期券・SMART ICOCA定期券・KIPS ICOCAカードは、カードを紛失した際でも、所有者本人であることが証明できる書類があれば再発行が可能である。また、SMART ICOCA・SMART ICOCA定期券では専用電話（紛失ダイヤル、24時間・年中無休）での本人確認と再発行も行われている。ただし、再発行には再発行手数料510円とデポジット500円の合計1,010円を、現金で（SMART ICOCA紛失ダイヤルでは、紐付けされたクレジットカードで）支払う必要がある。
これとは別に、手元にカードはあるものの、破損や障害等で使用できない場合（故意の破損や番号が判別できないものを除く）は、カード（上記以外の記名式でないICOCAを含む）を各発行会社の取扱窓口に持参すると、手数料・デポジット共に無料で再発行され、翌日から14日以内に受け取れる。紛失、破損・障害共に、チャージ金額は引き継がれる。
再発行および払い戻しは各発行会社で行う。ただし記名式でない大人用ICOCAやこどもICOCAはICOCA取扱事業者であればどの社局でも払い戻しのみ可能である（ただし、こどもICOCAはJR四国では払い戻しできない）。またICOCA定期券・こどもICOCA定期券は定期券の有効期限が切れた後も個人情報が会社ごとに残っているため、最後に定期券・こどもICOCAを購入した社局の窓口でのみ対応し、他社局に持ち込んでも取り扱ってもらえない。

## 割引サービス
事前の利用登録は不要。

### 各社独自サービス
JR西日本の許諾を受けて独自に運営されている割引サービス。中国地方の一部バス事業者では、ICOCAによるSF乗車で割引サービスを実施している。事前の利用登録は不要。
- 石見交通・イワミツアー・広島バス・広島交通・JRバス中国（広島県内）
  - 定率割引
    - 現金で利用した場合の運賃に対して10％割引（10円未満の端数は切り上げ）により残高を引き去る。例えば、230円区間の場合、ICOCAからの引き去り額は、230円の10%引き＝207円の端数切り上げ＝210円となる。小児割引または特別割引が適用される場合はそれらの当該割引が優先される。これは「共通バスカード (島根県)」や「PASPY」の代替となっているためであり、割引率もPASPYと同一となっている。2025年3月30日から広島バス・広島交通・JRバス中国（広島県内）でも導入。

## ポイントサービス
ポイントサービスは2種類に大別できる。それぞれ事前の利用登録が必要。
1. WESTERポイントがたまるサービス
  - JR西日本、三岐鉄道、京福バス、近江鉄道グループバス、中国地方の一部バス
  - ICOCA加盟店での買い物
2. 各社独自のポイントサービス
  - ICOCAにチャージして使用するもの
    - 京阪、阪神、京都市など

  - 自社等のサービスで使用するもの
    - 京阪バスグループ、南海など

この他、KIPS ICOCAでの近鉄線利用でKIPSポイントがたまる。

### WESTERポイント
JR西日本、三岐鉄道並びに京福バス、近江鉄道グループバス2者（近江鉄道、湖国バス）、中国地方のバス5者（日本交通 (鳥取県) 、日ノ丸自動車、松江市交通局、一畑バス、防長交通）では、ICOCAによるSF乗車でポイントがたまるサービスを実施している。事前の利用登録が必要。
2018年10月1日 にJR西日本が京阪神地区で導入した「ICOCAポイント」を2023年3月7日にJ-WESTポイントと統合し、JR西日本グループ共通の「WESTERポイント」となる。
また、SMART ICOCA（J-WESTカード決済に限る）ではクイックチャージでポイントがたまる（2023年3月6日まではJ-WESTポイント）。
JR西日本の鉄道利用においては、他社で導入されているような「一定利用額以上に対して定率還元」ではなく「指定区間・同一区間での複数回利用に対して還元」される仕組みになっているが、これはサービスイン直前まで京阪神地区で発売されていた「昼間特割きっぷ」の代替となるサービスを含めているためであり、時間帯指定ポイントの指定区間も「昼間特割きっぷ」の発売区間とほぼ同一となっている。
- JR西日本
  - 時間帯指定ポイント
    - 京阪神地区の特定区間[注釈 10]における、平日の10時から17時まで、または土休日・年末年始の終日（始発列車から最終列車まで）の区間ごとの利用回数が1か月間に4回以上の場合、4回目以降の利用1回ごとに、その区間の運賃の10%相当のポイントが貯まる。2023年3月31日まではその区間の運賃の30％または50％相当だった。

  - 利用回数ポイント
    - JR西日本のICOCAエリアにおける同一運賃区間の利用回数が1か月間に11回以上の場合、11回目以降の利用1回ごとに、その区間の運賃の10％相当のポイントが貯まる。2021年10月1日から2023年3月31日まではポイント還元率が15％だった[117][注釈 11]。
- 三岐鉄道
  - 1か月間の利用額から3000円引いた額の10％がポイントとして翌月末頃に付与される[118]。
- 京福バス
  - 1か月間の利用額から2000円引いた額の16％がポイントとして翌月末頃に付与される[119]。
- 近江鉄道・湖国バス
  - 1か月間の利用額から1000円引いた額の10％がポイントとして翌月末頃に付与される[120][121]。
- 日本交通 (鳥取県) ・日ノ丸自動車・松江市交通局・一畑バス
  - 1か月間の利用額の1％がポイントとして翌月末頃に付与される[122][123][124]。
- 防長交通
  - 1か月間の利用額の3％がポイントとして翌月末頃に付与される[125]。
- JRバス中国（山口県内）
  - 1か月間の利用額から3000円引いた額の10％がポイントとして翌月末頃に付与される。
- JRバス中国（広島県内）
  - 1か月間の利用額から3000円引いた額の5％がポイントとして翌月末頃に付与される。
- 中国バス・井笠バスカンパニー・鞆鉄道・江田島バス
  - 1か月間の利用額から3000円引いた額の3％がポイントとして翌月末頃に付与される。

#### ICOCA電子マネーのショッピング利用
近畿（三重県を除く）、北陸、中国、四国地方のICOCA加盟店におけるICOCA電子マネーの買い物利用でWESTERポイントが貯まるサービス。購入額200円に対して1ポイントが貯まる。

### 各社独自サービス
JR西日本の許諾を受けて独自に運営されているポイントサービス。それぞれサービスごとに事前の利用登録が必要。ただし、阪急阪神HDの鉄道5社（阪神、山陽、阪急、能勢電、神鉄）および神戸市交通局はいずれか1社を利用登録すれば他5社にも適用される。
京阪バスが2017年にICOCA発行元であるJR西日本の許諾を取り付け、取扱事業者が独自に展開するポイントサービスという新たな道を開拓。それを皮切りに現在では近畿地方のJR西日本以外の鉄道・バスで独自にポイントを付与するサービスが拡がっている。

#### ICOCAにチャージして使用するもの
付与されたポイントをICOCAのSFに等価でチャージできる。登録時およびチャージ時に券売機等を使用する必要がある。
- 神戸新交通【チャージ還元サービス】：2020年4月1日開始[23][24]
- 京阪電気鉄道【京阪電車ポイント還元サービス】：2020年12月1日開始[25][26]
  - 対象線区（京阪本線・中之島線・交野線・宇治線・鴨東線および鋼索線）の同月内同一運賃区間における11回目以降のICOCAでのSF乗車運賃合計額に対して10%のポイントがたまる（実質的な回数乗車割引）。
  - ポイントは京阪線券売機等でICOCAのSFに等価でチャージできる。サービスの利用には事前に京阪線券売機等での利用登録が必要。チャージ機能のないICOCA（障がい者割引適用ICOCA定期券など）では利用できない。
  - モバイルICOCAには対応していない。
- 阪急阪神HDおよび神戸市交通局（各サービス連携）
  - 阪神電気鉄道【阪神電車ポイント還元サービス】：2022年9月1日開始[126]
    - 阪神電気鉄道全線および阪急電鉄神戸高速線・神戸電鉄神戸高速線で月内に同一運賃区間を11回以上SF乗車した場合、区間ごとに11回目以降の乗車運賃合計額の10％分をポイントとして付与する。
    - 券売機での事前利用登録が必須。貯まったポイントを使うには券売機でチャージする必要がある。

  - 山陽電気鉄道【山陽電車ポイント還元サービス】：2023年3月1日開始[127]
  - 阪急電鉄【阪急電車ポイント還元サービス】：2023年4月1日開始[128]
  - 能勢電鉄【能勢電車ポイント還元サービス】：2023年4月1日開始[129]
  - 神戸電鉄【神戸電鉄ポイント還元サービス】：2024年4月1日開始[130]
  - 神戸市交通局【神戸市営地下鉄ポイント還元サービス】：2024年12月1日開始
- 京都市交通局・京都バス・西日本ジェイアールバス【京都 地下鉄・バス ICポイントサービス「もえポっ」】：2023年4月1日開始[131]
  - 西日本ジェイアールバスは高雄・京北線の均一区間と快速205号のみ、2024年3月22日対応[132]。
- 近畿日本鉄道【近鉄ICOCAポイント還元サービス】：2024年2月1日開始[133]

#### 自社等のサービスで使用するもの
付与されたポイントはICOCAのSFには直接チャージできず、次回以降の自社線の運賃支払いや自社の商業施設などに使用することとなる（Osaka Pointの「ICOCA乗車回数ポイントサービス」と「乗継ポイントサービス」はチャージ可能）。サービスによってはウェブサイトでの登録が可能。
- 京阪バスグループ【京阪バスグループポイントサービス】：2017年4月1日開始[22]
  - 京阪バスグループ4社（京阪バス、京阪京都交通、京都京阪バス、江若交通）の一般路線バス（京都競馬場線、空港リムジンバス、高速バスは対象外）でのICOCAによるSF乗車に対し、5%のポイントが翌日以降付与される[134]。たまったポイントは自動的に運賃精算に使用される。
  - サービスの利用にはウェブサイトもしくは窓口での事前登録が必要。
- 神戸市交通局・山陽バス・神姫バス【神戸市バス・山陽バス共通乗車ポイントサービス】：2021年4月1日開始[28][29]
  - 神戸市バス全線、山陽バス一般路線全線、および神姫バスの山手線でのICOCAによるSF乗車に対し、月内のICOCAでのSF乗車額に応じて翌月15日に2%ないし5%のポイントが付与される。日中利用ではさらに5%ないし10%の「昼間ポイント」が上乗せされる。運賃額以上にたまったポイントは自動的に運賃精算に使用される。
  - サービスの利用にはウェブサイトもしくは郵送での事前登録が必要。
- Osaka Metro・大阪シティバス【Osaka Point】
  - 基本乗車ポイント：ICOCAでの適用開始は2021年4月1日[135]
    - Osaka Metro・大阪シティバス（IKEA鶴浜/ユニバーサル・スタジオ・ジャパン™行バス、空港バス、オンデマンドバスを除く）でのICOCAによるSF乗車に対し、月内のICOCAでのSF乗車額に応じて翌月末ごろに0.5%のOsaka Pointが付与されるほか、ICOCA定期券の利用でもポイントが付与される。これらの方法によりたまったOsaka PointはICOCAへのチャージには利用できないが、e METROアプリや提携店での支払いに使用できる[136]。

  - ICOCA乗車回数ポイントサービス：2024年3月1日開始
    - 月内に同一運賃区間を11回以上SF乗車した場合、区間ごとに11回目以降の乗車運賃合計額の10％分をポイントとして付与する[137]。このサービスによりたまったOsaka PointはICOCAへのチャージにも利用できる[138]。

  - 乗継ポイントサービス：2025年4月1日開始
    - 地下鉄とバス（いまざとライナー含む）、バスとバスを乗り継いだ際にポイントを付与する[139]。このサービスによりたまったOsaka PointはICOCAへのチャージにも利用できる[139]。なお、このサービス開始に伴い、ICカード（一部除く）の乗継割引制度を終了している[140]。

  - いずれもサービスの利用にはe METRO会員への登録と、ICOCAの券売機等での登録が必要。モバイルICOCAには対応していない。
- 南海電気鉄道【ICカード登録型minapitaポイント還元サービス】：2023年3月1日開始[141]
  - 南海電気鉄道の全線（2025年4月1日に合併される以前の泉北高速鉄道線を含む）でのICOCAによるSF乗車に対し、minapitaポイントが付与される。minapitaポイントはminapita加盟店での支払いなどに使用できる。
  - サービスの利用にはminapita会員への登録と、ICOCAのウェブサイトでの登録が必要。
- IRいしかわ鉄道【いしてつ愛あーるクラブ アプリ内ポイントサービス】：2024年4月1日開始[142]
  - いしてつ愛あーるクラブのプレミアム会員（年会費が必要）が、IRいしかわ鉄道線内のみを、アプリに登録したICOCAで乗車することで、運賃の1%をプレミアムポイントとして付与する[注釈 12]。
  - たまったプレミアムポイントはIRいしかわ鉄道のグッズのほか、WESTERポイント（基本）に交換できる。

## 利用可能エリア
他社ICカードとの相互利用については後述する。
ICOCA定期券による「新幹線乗車サービス」を除きICOCA単独での新幹線への乗車はできないが、新幹線駅の乗り換え改札口では、東海道・山陽新幹線でのチケットレスサービス「EX-ICサービス」との連携により、ICOCAとの組み合わせで新幹線と在来線の乗り継ぎができるようになった。
JR西日本とJR四国の二社相互、JR西日本・あいの風とやま鉄道・IRいしかわ鉄道の三社相互に跨っての連続利用が可能。ただし、1回での利用範囲には制限がありこれを超える場合は別途精算が必要になる。

### JRグループ・JR線転換の第三セクター鉄道

#### JR西日本
近畿圏においては大阪近郊区間やアーバンネットワークとは完全には一致していない（大阪近郊区間でもICOCAエリアに含まれない区間がある。後述参照）。
†を記した区間はPiTaPaポストペイサービス（2018年10月1日サービス開始）の対象区間。
以下は2025年3月15日現在のエリア。
- 大阪環状線：全駅†
- 桜島線（JRゆめ咲線）：全駅†
- 東海道本線（琵琶湖線・JR京都線・JR神戸線）：JR西日本管内全駅†（米原駅を越えてTOICAエリアにまたがるSF利用は不可）
- 北陸本線（琵琶湖線）：全駅
  - 米原駅 - 近江塩津駅†
  - 近江塩津駅 - 敦賀駅
- 七尾線：全駅
  - 津幡駅 - 七尾駅
  - 七尾駅 - 和倉温泉駅（のと鉄道運行の普通列車を除く）
- 城端線：高岡駅 - 新高岡駅
- 山陽本線（JR神戸線・和田岬線）：JR西日本管内全駅（下関駅を越えてSUGOCAエリアにまたがるSF利用は不可）
  - 神戸駅 - 相生駅†
  - 相生駅 - 下関駅
  - 兵庫駅 - 和田岬駅†
- 福知山線（JR宝塚線）：全駅
  - 尼崎駅 - 谷川駅†
  - 谷川駅 - 福知山駅
- JR東西線：全駅†
- 片町線（学研都市線）：全駅†
- おおさか東線：全駅†
- 関西本線（大和路線）：JR西日本管内全駅（亀山駅を越えてTOICAエリアにまたがるSF利用は不可）
  - 亀山駅 - 柘植駅
  - 柘植駅 - JR難波駅†
- 奈良線：全駅†
- 山陰本線（嵯峨野線）：
  - 京都駅 - 園部駅†
  - 園部駅 - 胡麻駅
  - 胡麻駅 - 城崎温泉駅（胡麻駅以南・綾部駅・福知山駅・和田山駅・八鹿駅・江原駅・豊岡駅・城崎温泉駅発着相互間のみ取り扱い。ICOCA定期券は発売しない）
  - 鳥取駅 - 倉吉駅
  - 倉吉駅 - 伯耆大山駅（倉吉駅以東・伯耆大山駅以西/以南相互発着間のみ取り扱い。ICOCA定期券は発売しない）
  - 伯耆大山駅 - 出雲市駅
- 舞鶴線：全線（綾部駅以西/以南・西舞鶴駅・東舞鶴駅発着相互間のみ取り扱い。ICOCA定期券は発売しない）
- 関西空港線：全駅†
- 阪和線（羽衣線を含む）：全駅†
- 湖西線：全駅†
- 赤穂線：全駅
  - 相生駅 - 播州赤穂駅†
  - 播州赤穂駅 - 東岡山駅
- 和歌山線：全駅†
- 桜井線（万葉まほろば線）：全駅†
- 草津線：全駅†
- 紀勢本線（きのくに線）：JR西日本管内全駅
- 加古川線：加古川駅 - 西脇市駅†
- 播但線：全線
  - 姫路駅 - 寺前駅
  - 寺前駅 - 和田山駅（寺前駅以南・生野駅・竹田駅・和田山駅以東/以西発着相互間のみ取り扱い。ICOCA定期券は発売しない）
- 姫新線：姫路駅 - 播磨新宮駅
- 福塩線：福山駅 - 神辺駅
- 伯備線：全線
  - 倉敷駅 - 新見駅
  - 新見駅 - 伯耆大山駅（新見駅以南・生山駅・根雨駅・伯耆大山駅以西発着相互間のみ取り扱い。ICOCA定期券は発売しない）
- 吉備線（桃太郎線）：全駅
- 宇野線（宇野みなと線・瀬戸大橋線）：全駅
- 本四備讃線（瀬戸大橋線）：全駅
- 津山線：全線
  - 岡山駅 - 法界院駅
  - 法界院駅 - 津山駅（法界院駅以西・津山駅発着相互間のみ取り扱い。ICOCA定期券は発売しない）
- 可部線：全駅
- 呉線（瀬戸内さざなみ線）：全駅
- 芸備線：狩留家駅 - 広島駅
- 境線：全駅
- 山口線：新山口駅 - 山口駅（新山口駅以東/以西・湯田温泉駅・山口駅発着相互間のみ取り扱い。ICOCA定期券は発売しない）

なお、宮島連絡船（子会社のJR西日本宮島フェリーが運行）は2023年9月13日からICOCAとPASPYの併用導入となったが、カードリーダーはICOCA用とPASPY用で別に設置している。なお、2023年9月12日までは、PASPYのみを導入しており、交通系ICカード全国相互利用サービスによりICOCAが利用可能となっていた。

#### JR四国
- 本四備讃線（瀬戸大橋線）：全駅
- 予讃線
  - 高松駅 - 多度津駅
  - 多度津駅 - 観音寺駅（多度津駅以東・詫間駅・観音寺駅発着相互間のみ取り扱い）
- 土讃線：多度津駅 - 琴平駅（金蔵寺駅を除く）
- 高徳線：高松駅 - 屋島駅（昭和町駅・木太町駅を除く）

#### 第三セクター
あいの風とやま鉄道
- あいの風とやま鉄道線：倶利伽羅駅 - 越中宮崎駅間

IRいしかわ鉄道
- IRいしかわ鉄道線：全駅

ハピラインふくい
- ハピラインふくい線：全駅

### その他民鉄（北陸）
万葉線
- 万葉線（高岡軌道線・新湊港線）：全線

えちぜん鉄道
- 勝山永平寺線：全線
- 三国芦原線：全線

福井鉄道
- 福武線：全線

### その他民鉄（東海・近畿）
京阪電気鉄道
- 京阪線 - 2011年6月1日にICOCA・ICOCA定期券（連絡定期券を含む）の発売を開始。
  - 京阪本線：全駅
  - 鴨東線：全駅
  - 宇治線：全駅
  - 交野線：全駅
  - 中之島線：全駅

- 大津線 - 2017年4月1日にICOCA・ICOCA定期券の発売を開始
  - 京津線：全駅
  - 石山坂本線：全駅

- 鋼索線（男山ケーブル）：全駅
  - 2020年6月1日より利用開始（それまではPiTaPaを含めたICカードそのものが使えなかった）

近畿日本鉄道
- 難波線：全駅
- 奈良線：全駅
  - 生駒線：全駅

- けいはんな線：全駅
- 京都線：全駅
- 橿原線：全駅
  - 天理線：全駅
  - 田原本線：全駅

- 大阪線：全駅
  - 信貴線：全駅

- 名古屋線：全駅
  - 湯の山線：全駅
  - 鈴鹿線：全駅

- 山田線：全駅
- 鳥羽線：全駅
- 志摩線：全駅 - 導入開始当初は鳥羽駅・中之郷駅・志摩磯部駅・鵜方駅・賢島駅での乗降のみ（ICOCA定期券の利用不可）だった が、随時利用可能駅が拡大され、2015年8月1日をもって全駅に導入。
- 南大阪線：全駅
  - 道明寺線：全駅
  - 長野線：全駅
  - 御所線：全駅

- 吉野線：全駅
- 西信貴鋼索線（西信貴ケーブル）：全駅 - 2015年8月1日をもって導入

なお、生駒鋼索線（生駒ケーブル）や葛城索道線（葛城山ロープウェイ）ではPiTaPaを含めたICカードそのものが使えない。
四日市あすなろう鉄道
- 内部線：全駅
- 八王子線：全駅
  - 同社の路線は2015年に近鉄から移管されたが、移管前の近鉄時代はICカードの利用は出来なかった。

伊賀鉄道
- 伊賀線：全駅。
  - 同社の路線は2007年に近鉄から移管されたが、移管前の近鉄時代はICカードの利用は出来なかった。

三岐鉄道
- 北勢線：全駅。
  - 同社の北勢線は2003年に近鉄から移管されたが、移管前の近鉄時代はICカードの利用は出来なかった。
  - 三岐線ではICOCAを含めたICカードそのものが使えない。

### その他民鉄（中国・四国）
広島高速交通
- 広島新交通1号線（アストラムライン）：全駅

伊予鉄道
- 城北線（1号線・2号線）：全線
- 城南線（1号線・2号線・3号線・5号線・6号線）：全線
- 本町線（6号線）：全線
- 大手町線（1号線・2号線・5号線）：全線
- 花園線（1号線・2号線・3号線・6号線）：全線
- 連絡線（1号線・2号線）：全線
  - 2024年3月13日より市内電車全線で利用開始。同社が発行・導入しているICい〜カードと併用導入であるが、カードリーダーはICOCA用とICい〜カード用で別に設置している。なお、ICい～カードは2025年9月30日でサービスを終了する予定。

- 高浜線：全線
- 横河原線：全線
- 郡中線：全線
  - 2025年3月18日より郊外電車全線で利用開始。これに伴ってICい～カードは同年9月30日でサービスを終了する予定。

### その他民鉄（電子マネー決済）
以下の鉄道事業者では、IC乗車券としての利用には対応していないが、駅窓口・券売機などが交通系ICカードでの決済に対応しており、交通系ICカードを使って乗車券を購入することで利用ができる。ただし、ICOCA電子マネーによる決済となることもあり、PiTaPaは利用できない。
- 嵯峨野観光鉄道
  - 嵯峨野観光線：トロッコ嵯峨駅・トロッコ嵐山駅・トロッコ亀岡駅
    - 交通系電子マネー決済を導入（PiTaPaは対象外）。窓口での対応となる[164]。
- WILLER TRAINS（京都丹後鉄道）
  - 宮福線：福知山駅・大江駅・宮津駅
  - 宮舞線：西舞鶴駅・宮津駅
  - 宮豊線：宮津駅・天橋立駅・与謝野駅・京丹後大宮駅・峰山駅・網野駅・夕日ヶ浦木津温泉駅・小天橋駅・久美浜駅・豊岡駅
    - 2021年10月1日より交通系電子マネー決済を導入（PiTaPaは対象外）。窓口での対応となる[165]。
- 智頭急行
  - 智頭線：上郡駅・大原駅・智頭駅
    - 2018年12月3日より大原駅で、2020年4月1日より上郡駅・智頭駅でそれぞれ交通系電子マネー決済を導入（PiTaPaは対象外）。窓口での対応となる[166][167]。
- 一畑電車
  - 北松江線：電鉄出雲市駅・大津町駅・川跡駅・雲州平田駅・一畑口駅・松江しんじ湖温泉駅
  - 大社線：川跡駅・出雲大社前駅
    - 2022年3月より交通系電子マネー決済を導入（PiTaPaは対象外）。券売機での対応となる[168]。

### バス事業者

#### バス事業者（北陸）
- 京福バス - 2024年2月24日より路線バス全線（コミュニティバスなど一部路線を除く）で利用開始[119][169]。2024年4月1日より運行業務を大野観光自動車への委託とした京福バス車両使用の一部路線も引き続き対象。また、子会社の福井交通による期間限定路線の朝倉・永平寺ダイレクトパスも京福バス仕様の機器を搭載し対応している。
- 福井鉄道 - 2024年2月24日より路線バス（フェリー線・大島線・本郷線を除く）で利用開始[170]。同年10月11日より鉄道・軌道線（福武線）で利用開始[148]。
- 敦賀市 - 2024年2月24日より敦賀市コミュニティバス（運行：福井鉄道・敦賀海陸運輸）およびぐるっと敦賀周遊バス（運行：敦賀観光バス）で利用開始[171][172]。
- 小松市 - 2024年3月9日より自動運転バス「小松駅 - 小松空港線」の快速便（運行：北鉄加賀バス）で利用開始[173][174]。簡易端末での対応となる。

#### バス事業者（近畿）
- 近江鉄道 - 2021年3月27日より一般路線バスと一部のコミュニティバスで利用開始[175]。JRとの連絡定期券も発売。鉄道線（本線・多賀線・八日市線）は利用不可。
- 湖国バス - 2021年3月27日より長浜営業所管内を除く一般路線バスで利用開始[175]。JRとの連絡定期券も発売。2023年3月25日より長浜営業所管内の一部路線（米原市内を起終点とする6路線）で利用開始[176]。
- 大阪バス - 2023年1月27日より、同社が運営する路線バスのうち御堂筋線、新大阪駅 - 帝国ホテル大阪 - ホテルニューオータニ大阪線[注釈 13] と俊徳道駅・近畿大学線で利用開始。簡易端末での対応となる[177]。
- カナちゃんバス（エムケイ観光バス） - 2023年3月1日より、大阪府南河内郡河南町のカナちゃんバス（北部、南部）に試験導入。簡易端末での対応となる[178]。
- 中京交通 - 2024年4月1日より園福線（西日本ジェイアールバスの代替路線）と「ぐるりんバス」で利用開始[179][180]。
- 明光バス - 2025年3月4日より全路線（高速バス・快速熊野古道号を除く）で利用開始[181]。
- 岬町 - 2025年3月17日より岬町コミュニティバス（運行：野鉄観光）で利用開始[182]。簡易端末での対応となる[182]。
- 神戸フェリーバス - 2025年7月1日より三宮線と六甲線で利用開始[183]。簡易端末での対応となる[183]。
- おりひめバス - 交野市内で運行されるコミュニティバスで、2025年6月1日より利用開始。簡易端末での対応となる６月１日から「おりひめバス」全線で交通系ICカードによる運賃のお支払ができます。

#### バス事業者（中国・四国）
- JRバス中国 - 2021年3月20日より山口支店管内の一般路線（光線・防長線・秋吉線）と「スーパーはぎ号」で利用開始[184][185]。なお、広島県内の路線はPASPYを導入し、交通系ICカード全国相互利用サービスによりICOCAが利用可能。2025年3月29日でPASPYはサービスを終了したため、翌30日からICOCAを導入してシステムを切り替えた[186]。同時にICOCA利用割引を設定した[注釈 14]ほか、広島バス・広島交通・JRバス中国との間では乗継割引（PASPYと同様20円）を適用する[187][188]。
- 松江市交通局 - 2021年4月28日より「ぐるっと松江レイクライン」で利用開始、同年5月29日に一般路線に拡大[189]。ICバス定期券は同年10月1日より発売開始[190]。2024年3月18日より金額式共通IC定期券（一畑バスにも乗車可能）を発売開始（これに伴い、2024年3月17日をもって従来のICバス定期券（区間指定）・紙定期券（一畑電車乗継定期券を含む）の発売を終了。松江市交通局では160円 - 700円区間のみ発売）[191][192]。
- 一畑バス - 2021年5月29日より松江・出雲圏域の路線バスにおいてサービス開始[189][193]。ICバス定期券は同年10月1日より発売開始[193][194]。2024年3月18日より金額式共通IC定期券（松江市交通局にも乗車可能）を発売開始（これに伴い、同年3月17日をもって従来のICバス定期券（区間指定）・紙定期券（一畑電車乗継定期券を含む）の発売を終了）[195]。
- 宇部市交通局 - 2022年3月15日より利用開始[196]。ICバス定期券・IC高齢者バス優待乗車証・IC障害者バス優待乗車証も同日より発売開始。IC高齢者バス優待乗車証・IC障害者バス優待乗車証に限り、船木鉄道（船鉄バス）の宇部市優待乗車証適応バス対象路線（宇部市役所線、際波線、くすのき号。対象路線はLED幕に「優」を表示している（例：優 宇部駅 船木）。）でもICOCA優待乗車証（券面に優待乗車証情報は印字されない）と別紙で交付される「ICOCA優待乗車証内容控」を提示することで割引が適用される（障害者の場合は無料、高齢者の場合は100円を支払う。）。
- おのみちバス - 2022年4月1日より利用開始[197][198]。ICバス定期券も同日より発売開始。ただし、他社（鞆鉄道・中国バス・因の島バス・本四バス開発）との共同運行路線のICバス定期券は発売しない（紙定期券となる）。
- 石見交通・イワミツアー - 2023年（令和5年）3月22日より一般路線と高速バス広島 - 益田線「広益線（清流ライン高津川号）」「新広益線」、広島 - 浜田線「いさりび号」、広島 - 大田線「石見銀山号」に導入[199][200]。同時にICOCA利用割引を設定した[注釈 14]。従来、広島 - 浜田線「いさりび号」に限りPASPYを導入していたが、2025年3月29日をもってPASPYのサービス終了が決定したのを受けて、終了に先立ち2023年3月21日をもってPASPYの取り扱いを終了した[201]。
- 防長交通 - 2023年3月25日に周南市・光市・下松市の一般路線と高速バス広島 - 徳山・防府線、新山口 - 萩線「スーパーはぎ号」、および同社が運転を受託する山口市コミュニティバス・萩循環まぁーるバスで利用開始[202]。2024年2月23日に一般路線全線に拡大[202][203]。
- くる梨（日本交通 (鳥取県)・日ノ丸自動車） - 鳥取市が2021年（令和3年）度1月臨時補正予算案に「鳥取市「明るい未来プラン」推進パッケージ」施策の一環として「公共交通キャッシュレス化推進事業費（コロナ克服・新時代開拓臨時交付金）」として5300万円の予算を計上しており、今後国と鳥取県による支援が予定され、2022年（令和4年）6月30日に鳥取市とJR西日本米子支社の間で基本合意書を締結し[204][205][206]、2023年4月1日に導入[207][208][209][210][211]。ICOCA・ICバス定期券は3月18日より鳥取駅バスターミナル（発売を行う事業者は日本交通 (鳥取県)となる）にて発売開始。
- 本四バス開発 - 2023年（令和5年）4月1日に一般路線と因島 - 尾道線と高速バス因島・尾道 - 広島線「フラワーライナー」、因島 - 福山線「シトラスライナー」、福山 - 松山線「キララエクスプレス」に導入[212]。ICバス定期券も同日より発売開始。ただし、他社（広島交通・中国バス・おのみちバス・因の島バス）との共同運行路線のICバス定期券は発売しない（紙定期券となる）。
- ごんごバス（中鉄北部バス） - 2023年（令和5年）4月1日に津山市内を走行するコミュニティバスのごんごバス（東循環線、小循環線、西循環線、久米線のみ）に導入[213]。ICバス定期券も同日より発売開始。
- 備北バス - 2024年（令和6年）2月13日に新見市街地循環バス「ら・くるっと」に導入。簡易端末での対応となる[214]。
- いわくにバス - 2024年2月27日に岩国～広島間の高速バスに導入。簡易端末での対応となるがバス車内でのチャージは可能[215]。その他の各路線も順次ICOCAを導入してシステムを切り替えた。
- 伊予鉄バス - 2024年（令和6年）3月13日に松山空港リムジンバスに導入。2025年（令和7年）3月18日に路線バス全線に拡大[158][159][160][162][163]。これに伴い、同年9月30日をもってICい〜カードの全サービスを終了予定[163]。
- スカイレールサービス - 2024年3月30日に運行を開始するみどり坂タウンバス（77号線。運行：芸陽バス）に導入[216]。このバスは、同年4月30日をもってスカイレールみどり坂線が廃止されるため、代替の交通手段となるものである[217][218]。ICバス定期券（みどり坂タウンパス・みどり坂おかえりパス）も同日よりスカイレールサービスみどり口事務所にて発売開始。
- だんだんバス（日本交通 (鳥取県)・日ノ丸自動車） - 2024年10月28日に導入[219][220]。簡易端末での対応となるため、バス車内でのチャージは不可となる[221]。また、ICOCA・ICバス定期券は発売しない（紙定期券となる）。
- フォーブル - 従来から交通系ICカード全国相互利用サービスによりICOCAが利用可能であったが、PASPYサービス終了に先立ち2024年12月1日から順次ICOCAを導入してシステムを切り替えた。広島高速交通のフィーダーバスを運行しているため、広島高速交通の動きを受けてICOCAを導入した[222]。
- 広島バス、広島交通 - 従来から交通系ICカード全国相互利用サービスによりICOCAが利用可能であったが、2025年3月29日のPASPYサービス終了に伴い、翌30日からICOCAを導入してシステムを切り替えた[186]。同時にICOCA利用割引を設定した[注釈 14]ほか、広島バス・広島交通・JRバス中国との間では乗継割引（PASPYと同様20円）を適用する[187][188]。
- 鞆鉄道、中国バス、井笠バスカンパニー - 従来から交通系ICカード全国相互利用サービスによりICOCAが利用可能であったが、2025年3月29日のPASPYサービス終了に伴い、翌30日からICOCAを導入してシステムを切り替えた[223][224]。なお、井笠バスカンパニーは笠岡営業所が運行するPASPY非対応路線にもICOCAを導入した[225]。鞆鉄道・中国バス・井笠バスカンパニーとの間では乗継割引（PASPYと同様20円）を適用する[223]。
- 広交観光 - 従来から交通系ICカード全国相互利用サービスによりICOCAが利用可能であったが、2025年3月29日のPASPYサービス終了に伴い、翌30日からICOCAを導入してシステムを切り替えた[226]。同時にICOCA利用割引を設定した[注釈 14]。
- 江田島バス - 従来から交通系ICカード全国相互利用サービスによりICOCAが利用可能であったが、2025年3月29日のPASPYサービス終了に伴い、翌30日からICOCAを導入してシステムを切り替えた[227][228]。乗継割引（PASPYと同様20円）も適用される。
- 広電グループ（広島電鉄、芸陽バス、備北交通、エイチ・ディー西広島） - 従来から交通系ICカード全国相互利用サービスによりICOCAが利用可能であったが、2025年3月29日のPASPYサービス終了に伴い、翌30日からICOCA（簡易型端末[注釈 15]）を導入してシステムを切り替えた。ただし、広電グループではMOBIRY DAYSを中心に運用するため、ICOCA定期券の利用やバス車内でのICカードチャージは出来ず、ICカード内チャージ残額での利用に限られる[230]。また、備北交通でのICOCA利用は一部の路線に限られる。
- 呉市生活バス運行各社（瀬戸内産交、野呂山タクシー） - 従来から交通系ICカード全国相互利用サービスによりICOCAが利用可能であったが、2025年3月29日のPASPYサービス終了に伴い、翌30日からICOCA（簡易型端末）を導入してシステムを切り替えた。ただし、広電グループ同様MOBIRY DAYSを中心に運用するため、ICOCA定期券の利用やバス車内でのICカードチャージは出来ず、ICカード内チャージ残額での利用に限られる[230]。瀬戸内産交が運行する広川尻線、野呂山タクシーが運行する広長浜線のみが対象となり、その他の呉市生活バス各路線ではICOCAが利用できない[231]。

#### バス事業者（その他の地域）
以下のバス事業者では簡易端末での対応となり、ICOCAは発売しない。
- 北海道バス - 2023年7月21日より、同社が運営する路線バスのうちFビレッジシャトルバス（北広島駅 - Fビレッジ線、新札幌駅 - Fビレッジ、新千歳空港国内線ターミナル - Fビレッジ線）で利用開始。システム上では大阪バス扱いとなる[232][233]。
- 千歳相互観光バス - 2023年7月22日より、同社が運営する路線バスのうちFビレッジシャトルバス（北広島駅 - Fビレッジ線）で利用開始。システム上では大阪バス扱いとなる[232][233]。
- エルム観光バス - 2023年7月28日より、同社が運営する路線バスのうちFビレッジシャトルバス（新札幌駅 - Fビレッジ線、野幌駅 - Fビレッジ線）で利用開始。システム上では大阪バス扱いとなる[232][233]。
- 新日本観光自動車 - 2024年10月1日より、同社が運営する足立区コミュニティバス「はるかぜ」で利用開始[234]。
- 東京大阪バスグループ（東京バス・北部観光バス） - 2024年7月25日から2024年9月23日まで実証運行を行う「那覇空港・国際通り⇔北谷（美浜アメリカンビレッジ）」「恩納村リゾートエリア⇔北谷（美浜アメリカンビレッジ）」直行シャトルバス、2024年7月25日から東京バスの運行する「琉球ホテルエアポートリムジン」「瀬長島ホテルエアポートリムジン」「那覇クルーズターミナルシャトルバス」で利用開始。システム上では大阪バス扱いとなる[235][236]。

#### バス事業者（電子マネー決済）
以下のバス事業者では、IC乗車券としての利用には対応していないが、バス窓口・バス券売機などが交通系ICカードでの決済に対応しており、交通系ICカードを使って乗車券を購入することで利用ができる。ただし、ICOCA電子マネーによる決済となることもあり、PiTaPaショッピングサービスと併用する社局を除き、PiTaPaは利用できない。
- ケイルック - 2024年8月1日よりR'EXバス・hoopバス・K’LOOPバスで交通系電子マネー決済を導入（PiTaPaショッピングサービスと併用）。車内での対応となる[237]。
- 淡路交通 - 2023年7月1日よりオニオンバスで交通系電子マネー決済を導入（PiTaPaは対象外）。車内での対応となる（システム上ではみなと観光バス (南あわじ市)扱いとなる）[238]。なお、高速バス (AWAJI EXPRESS) はPiTaPaを導入し、交通系ICカード全国相互利用サービスによりICOCAが利用可能（システム上では神姫バス扱いとなる）[239]。
- みなと観光バス (南あわじ市) - 2020年4月1日より淡路島特急線で、2023年7月1日よりオニオンバスで交通系電子マネー決済を導入（PiTaPaは対象外）。車内での対応となる[238][240]。
- 日ノ丸自動車・日ノ丸ハイヤー - 空港リムジンバス（鳥取駅 - 鳥取砂丘コナン空港、青山剛昌ふるさと館 - 倉吉駅 - 鳥取砂丘コナン空港、米子駅 - 米子鬼太郎空港、松江駅 - 米子鬼太郎空港）で交通系電子マネー決済を導入（PiTaPaは対象外）。鳥取砂丘コナン空港・米子鬼太郎空港券売機・一畑バス松江駅前チケットセンター窓口・ホテル一畑フロントでの対応となる[241][242]。
- 松江一畑交通 - 空港リムジンバス（松江駅 - 米子鬼太郎空港、松江しんじ湖温泉駅・松江駅 - 出雲縁結び空港）で交通系電子マネー決済を導入（PiTaPaは対象外）。米子鬼太郎空港・松江しんじ湖温泉駅・出雲縁結び空港券売機・一畑バス松江駅前チケットセンター窓口・ホテル一畑フロントでの対応となる[242][243][244][245]。
- 出雲一畑交通 - 空港リムジンバス（出雲市駅 - 出雲縁結び空港、玉造温泉 - 出雲縁結び空港 - 出雲大社）で交通系電子マネー決済を導入（PiTaPaは対象外）。出雲縁結び空港券売機での対応となる[244][246][247]。
- 真庭市コミュニティバス（まにわくん） - 2023年10月2日より交通系電子マネー決済を導入（PiTaPaは対象外）。車内での対応となる[248][249]。
- 徳島バス - 交通系電子マネー決済を導入（PiTaPaショッピングサービスと併用）。徳島駅前・徳島阿波おどり空港券売機での対応となる[250][251]。

### 船舶事業者

#### 船舶事業者（中国）
宮島航路（JR西日本宮島フェリー・宮島松大汽船）では、両社とも乗船前に桟橋改札口のICOCA自動改札機または有人改札のICOCAカードリーダーにタッチすることで利用可能。
宮島口桟橋は2023年10月1日の宮島訪問税徴収開始に先立ち、同年9月13日にICOCAの自動改札機が導入された ため、PASPYを利用する際および障がい者手帳・課税対象外証明書・1年分一時納付証明書を使用してICOCAを利用する際は両社とも有人改札のカードリーダーで対応している。
- JR西日本宮島フェリー - 宮島航路
- 宮島松大汽船 - 宮島航路

#### 船舶事業者（四国）
- 中島汽船 - 2025年3月25日より導入[163]。

#### 船舶事業者（電子マネー決済）
以下の船舶事業者では、IC乗車券としての利用には対応していないが、港窓口・券売機などが交通系ICカードでの決済に対応しており、交通系ICカードを使って乗車券を購入することで利用ができる。ただし、ICOCA電子マネーによる決済となることもあり、PiTaPaは利用できない。
- 国際両備フェリー - 交通系電子マネー決済を導入（PiTaPaは対象外）。新岡山港・高松港・池田港の券売機・窓口、土庄港の窓口での対応となる[254][255]。土庄港の券売機は交通系ICカード利用不可。
- 瀬戸内観光汽船 - 交通系電子マネー決済を導入（PiTaPaは対象外）。日生港・大部港窓口での対応となる[256]（2023年11月末で航路休止）。
- 瀬戸内シーライン - 2021年4月1日から交通系電子マネー決済を導入（PiTaPaは対象外）。宮島港を除く各港の券売機での対応となる[257][258]。
- 似島汽船 - 2021年4月1日から交通系電子マネー決済を導入（PiTaPaは対象外）。広島港宇品旅客ターミナル券売機での対応となる[259]。
- 瀬戸内クルージング - 2023年2月1日から尾道〜瀬戸田港を結ぶ航路で、同年3月11日から尾道〜鞆の浦を結ぶ航路で交通系電子マネー決済を導入（PiTaPaは対象外）[260][261]。
- 瀬戸内海汽船・石崎汽船 - 2023年4月1日から広島港宇品旅客ターミナル〜呉中央桟橋〜松山観光港を結ぶ航路で交通系電子マネー決済を導入（PiTaPaは対象外）。広島港宇品旅客ターミナル・呉中央桟橋・松山観光港窓口での対応となる[262][263]。従来、PASPY・ICい〜カードを導入していたが、2025年3月29日をもってPASPYのサービス終了が決定したのを受けて、終了に先立ち2023年3月31日をもって取り扱いを終了した。翌4月1日からはICOCA電子マネーを導入したため、PiTaPaも利用不可となり、交通系ICカード取扱事業者ではなくなった[264]。
- 四国フェリー - 交通系電子マネー決済を導入（PiTaPaは対象外）。新岡山港の券売機・窓口、土庄港の窓口での対応となる[254]。土庄港の券売機は交通系ICカード利用不可。

### PiTaPaと併用する社局
京阪電気鉄道・近畿日本鉄道以外で以下のPiTaPaも取り扱う社局では、2017年から順次ICOCAおよびICOCA定期券の販売を開始した。いずれもPiTaPaを先行導入している社局においてICOCAを併売するもので、原則として定期券販売箇所（窓口または券売機）で販売する。特記がない場合、各社局とも全線・全区間で利用可能。
2017年3月25日導入
- 南海電気鉄道
- 泉北高速鉄道

2017年4月1日導入
- 大阪市交通局 - 2018年4月1日に大阪市高速電気軌道 (Osaka Metro) および大阪シティバスに事業承継。
- 京都市交通局
- 大阪高速鉄道（現・大阪モノレール）

2017年4月15日導入
- 神戸市交通局
- 山陽電気鉄道
- 神戸電鉄
- 北神急行電鉄 - 2020年6月1日に神戸市交通局に事業譲渡。
- 神戸新交通（ICOCA定期券は発売せず）
- 山陽バス（ICOCA定期券・こどもICOCA定期券のみ発売し、通常のICOCAは発売せず。交通系ICカード全国相互利用サービス非対応であるが、2021年3月16日より対応）

2019年3月1日導入
- 阪急電鉄
- 阪神電気鉄道
- 能勢電鉄
- 北大阪急行電鉄

### SMART ICOCA列車利用ポイント
SMART ICOCAの列車利用ポイント（J-WESTポイント→WESTERポイント）はJR四国を含む全区間が付与対象。ただしストアードフェア（SF）による自動券売機でのきっぷの購入や定期旅客運賃、定期券の区間内利用は付与対象外。また、他社利用分や自動券売機でのきっぷの購入金額部分は付与対象外。

### 2018年9月14日以前のエリア
2018年9月14日まではJR西日本のエリアは「近畿圏エリア」 と「岡山・広島・山陰・香川エリア」 と「石川・富山エリア」 に分かれており、エリアをまたがっての利用は出来なかったが、2018年9月15日のエリア拡大の際に一体化されている。
近畿圏エリア（PiTaPaポストペイサービス対象エリアと播但線・姫新線・紀勢本線のエリアが対象）については割愛する。

#### 岡山・広島・山陰・香川エリア
SMART ICOCAの列車利用ポイント（J-WESTポイント→WESTERポイント）はJR四国を含む全区間が付与対象。ただしストアードフェア（SF）による自動券売機でのきっぷの購入や定期旅客運賃、定期券の区間内利用は付与対象外。
岡山・広島・山陰・香川エリアは「岡山・福山地区」、「広島地区」、「松江・米子・伯備地区」、「香川地区」に地区分けされており、各地区内での利用および「岡山・福山地区」と隣接地区同士の地区を跨っての利用のみが可能であった。
岡山・福山地区
- 山陽本線：和気駅 - 三原駅
- 福塩線：福山駅 - 神辺駅
- 伯備線：倉敷駅 - 備中高梁駅
- 吉備線（桃太郎線）：全駅
- 宇野線（宇野みなと線・瀬戸大橋線）：岡山駅 - 茶屋町駅
- 本四備讃線（瀬戸大橋線）：茶屋町駅 - 児島駅
- 津山線：岡山駅 - 法界院駅
- 赤穂線：長船駅 - 東岡山駅

広島地区
- 山陽本線：三原駅 - 南岩国駅（三原駅そのものは岡山・福山地区の駅）
- 可部線：全駅
- 呉線（瀬戸内さざなみ線）：全駅
- 芸備線：狩留家駅 - 広島駅

松江・米子・伯備地区
- 山陰本線：伯耆大山駅 - 出雲市駅

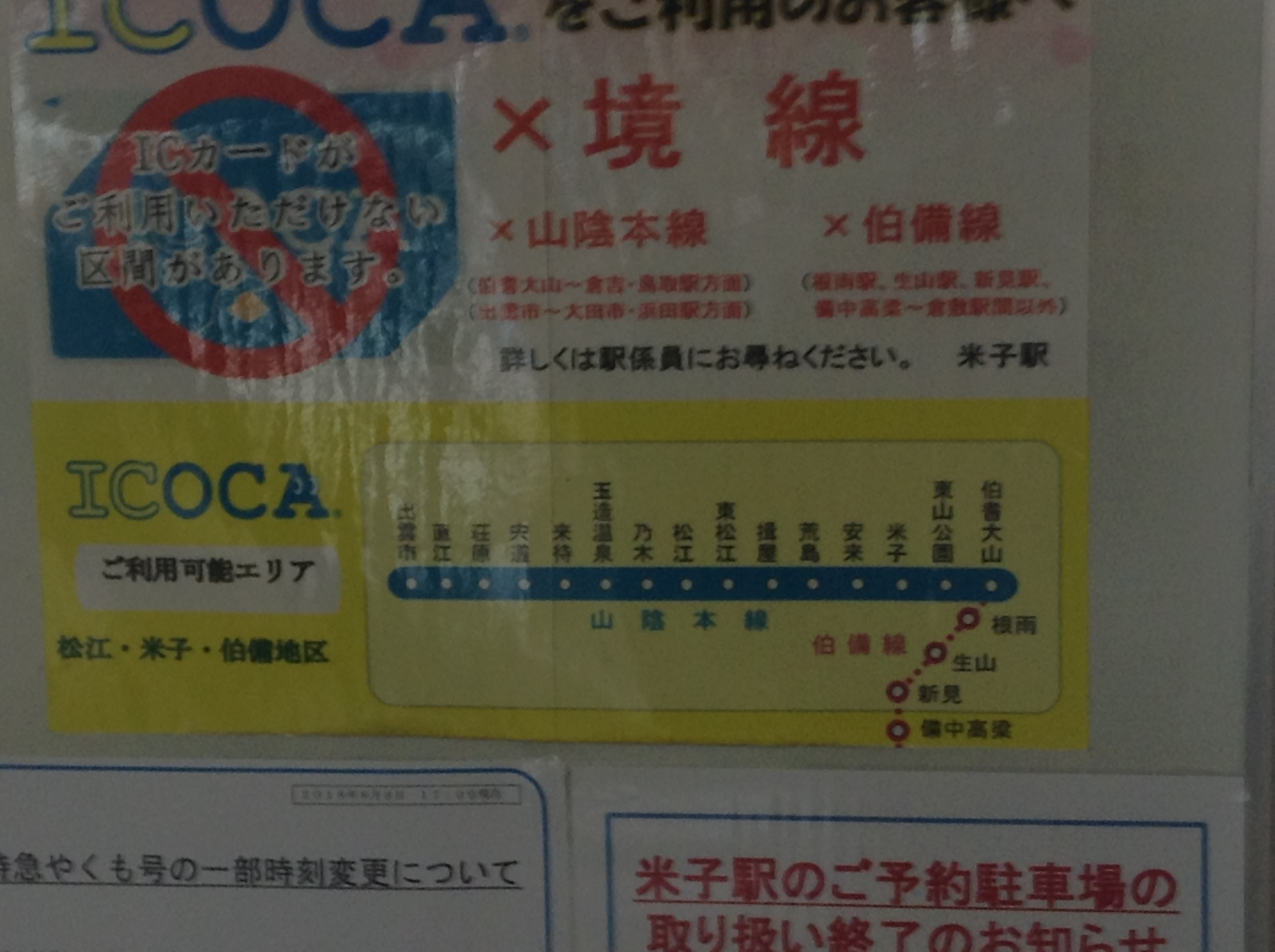
米子駅で撮影2018年8月15日現在
境線および山陰本線淀江駅以東、西出雲駅以西、左記以外の伯備線がエリア外である旨が伝えられている。

- 伯備線：備中高梁駅 - 伯耆大山駅（備中高梁駅・新見駅・生山駅・根雨駅・伯耆大山駅発着のみ取り扱い。ICOCA定期券は発売しない。備中高梁駅そのものは岡山・福山地区の駅）。

香川地区
- 本四備讃線（瀬戸大橋線）：児島駅 - 宇多津駅
- 予讃線：高松駅 - 多度津駅
  - 2012年3月17日に高松駅・坂出駅・児島駅の3駅相互間（香西駅 - 八十場駅間の各駅および宇多津駅での入出場不可）、ならびに高松駅・坂出駅とJR西日本「岡山・福山地区」に跨がる乗車限定で導入開始。2014年3月1日から上記区間の全駅で利用が開始された。
  - 導入開始時は高松駅・坂出駅でのチャージはSMART ICOCAによるクイックチャージにのみ対応しており、現金チャージは扱っていなかった。本格導入時に高松駅・端岡駅・坂出駅・宇多津駅・丸亀駅・多度津駅の6駅に現金対応のチャージ機が導入されている。なお、JR四国でのICOCA発売駅も前述の6駅のみ。

#### 福井・金沢・富山エリア
2015年3月26日よりあいの風とやま鉄道の一部（「富山エリア」）で利用を開始し、2017年4月15日にJR西日本・IRいしかわ鉄道・あいの風とやま鉄道の3社に跨った「石川・富山エリア」に利用範囲が拡大された。
SMART ICOCAの列車利用ポイント（J-WESTポイント→WESTERポイント）は全区間が付与対象。ただしストアードフェア（SF）による自動券売機でのきっぷの購入や定期旅客運賃、定期券の区間内利用は付与対象外。
なお、2018年9月15日のエリア一体化後も、北陸本線以外の金沢・富山エリアとその他のエリアとの連続利用はできなかったが、2024年3月16日のハピラインふくい開業時に連続利用区間の修正が行われている（別記）。
- 北陸本線：大聖寺駅 - 金沢駅間（福井県への乗り越しは不可）
- 城端線：高岡駅 - 新高岡駅間
- IRいしかわ鉄道線：全駅
- あいの風とやま鉄道線：倶利伽羅駅 - 越中宮崎駅間
  - 2015年3月26日より利用開始。ただし通常デザインの大人用ICOCAのみ発売し、再発行や払い戻しは行わなかった。
  - 2016年2月27日よりAinokaze ICOCAの発売と再発行・払い戻し、通常デザインのICOCAとAinokaze ICOCAによるICOCA定期券・こどもICOCA・こどもICOCA定期券のサービスを開始し、通常デザインの記名式でない大人用ICOCAの払い戻しもできるようになった。
  - 利用開始当初はSMART ICOCAの列車利用ポイント（J-WESTポイント→WESTERポイント）の付与対象外であったが、2017年4月15日よりあいの風とやま鉄道線利用分もポイント付与の対象となった。

### 利用エリアに関する注記
ICOCA（相互利用可能なICカードを含む）でJR西日本のICOCAエリア内を連続乗車できる区間は、原則として「営業キロ200km以内」とされており、エリア内であってもこれを超える連続乗車はできない。ただし、以下の条件に合致する場合は200kmを超える連続乗車が可能となる。
- 大阪近郊区間内相互発着の利用の場合（例：米原 - 相生間、長浜 - 姫路間など）
- 大阪近郊区間内の駅と特急「サンダーバード」「しらさぎ」「くろしお」「こうのとり」「きのさき」「はしだて」「まいづる」「はまかぜ」停車駅[注釈 16]相互間を利用の場合（例：草津 - 新宮間、姫路 - 敦賀間など）
- 特急「やくも」停車駅[注釈 16]相互間を利用の場合（例：岡山 - 出雲市間など）
- ハピラインふくい線に跨がる場合（下記の連続利用可能区間との利用に限る）

北陸本線から第三セクターに転換されたハピラインふくい線・IRいしかわ鉄道線・あいの風とやま鉄道線を区間に含む場合は、連続利用可能な区間が以下のとおりに設定されており、この区間を越える連続乗車は出来ない。
- ハピラインふくい線⇔JR西日本：東海道本線 米原駅 - 大阪駅間（琵琶湖線・JR京都線区間）、北陸本線 米原駅 - 敦賀駅間、湖西線全線、及びIRいしかわ鉄道線
- IRいしかわ鉄道線⇔ハピラインふくい線、あいの風とやま鉄道線、JR西日本：七尾線 津幡駅 - 和倉温泉駅間、城端線 高岡駅 - 新高岡駅間
- あいの風とやま鉄道線⇔IRいしかわ鉄道線、JR西日本：城端線 高岡駅 - 新高岡駅間、七尾線 津幡駅 - 和倉温泉駅間

また、ICOCAでのと鉄道が運行する七尾線 七尾駅 - 和倉温泉駅間の普通列車に乗車することは出来ない。
TOICAエリアとは亀山駅および米原駅で、SUGOCAエリアとは下関駅で連続しているが、それぞれの駅を跨いでICOCAエリアとTOICAエリアまたはSUGOCAエリアとのSF利用による連続乗車はできない（ICOCAエリアとTOICAエリアまたはSUGOCAエリアを跨ぐIC定期券は発行される）。

### 運賃計算の特例
ICOCA利用可能エリアでICOCAのカード残額を利用して乗車した場合、乗車経路ならびに大都市近郊区間内外を問わず、運賃が最も安くなる経路で精算される。下記の区間はICOCAのカード残額を利用して乗車した際の「最も安くなる経路」に含めることができるが、ICOCA利用可能エリアに含まれないため、この区間を実際にICOCAのカード残額で乗車することはできない。これは福岡近郊区間で利用可能エリア外を通過利用できるSUGOCAとは取り扱いが異なっている。
- 加古川線：西脇市駅 - 谷川駅間（大阪近郊区間）
- 岩徳線：全線（経路特定区間）

Suica、TOICA、SUGOCAなどの他のICカードと同様に、SF利用では途中下車や各種割引などの対象外となる。

### 利用エリアの拡大
2004年8月1日にSuicaとの相互利用を開始し、2013年3月23日にはPASMOなどの全国10種のICカードの相互利用を開始するなど、それ以降相互利用可能エリアは拡大している。
他社との連絡定期券としては2010年5月に京阪電気鉄道とのICOCA連絡定期券の発売が（JR西日本のICOCAエリアの各駅で販売）、2011年6月1日より、京阪での発売が（京阪線内定期・JR西日本線連絡定期も：大津線系統の各駅は、ICOCAの発売・定期券の利用範囲から除く）開始され、2012年12月1日より近鉄でもICOCA（近鉄グループのポイントカード機能付の「KIPS ICOCAカード」も）とICOCA定期券（近鉄線内定期およびJR西日本・京阪・阪神各社との連絡定期券、「近鉄 - JR西日本 - 近鉄」通過定期券）の発売を開始し、その後、近鉄とJR東海・南海・名鉄各社との連絡定期券も発売を開始した。
関西の私鉄の各駅で発売されるICOCAについては、JR西日本の各駅で発売されているものと同じ仕様（表面のデザイン・裏面の表記とも）のものとなっており、裏面の記載番号についても「JW」より始まるものとなっている（近鉄で発売されるKIPS ICOCA、あいの風とやま鉄道のAinokaze ICOCAでも同様である）。
JR四国では、2012年3月17日に本四備讃線と高松駅・坂出駅でICOCAが導入された。同社ではICカード初導入である。
完全な相互利用ではないが、広島のスカイレールサービスでは、2013年1月にICOCAを利用可能とした新たな自動改札システムの運用を開始した。一般的な入退場管理システムをベースとしたもので、同社の定期券と回数券に限りICOCAに搭載して利用することができる。

## 他カードとの相互利用・片利用

相互利用関係（クリックで拡大）

以下のカードは、交通系ICカード全国相互利用サービスにより各カードエリアでのICOCA利用および各カードでのICOCAエリア利用が可能となっている。各エリア内でのチャージは、それぞれのカード対応の自動券売機、自動精算機、簡易入金機で可能である。なお、一部の事業者が発行している特割用カードは相互利用の対象となっていない。
- Kitaca（JR北海道）
- Suica（JR東日本ほか）
- PASMO（関東民鉄・バス各社） - 関東鉄道（鉄道線）・千葉都市モノレールを除く[295]。
- TOICA（JR東海ほか）
- manaca（名古屋市営地下鉄・名古屋鉄道ほか）
- PiTaPa（関西を中心とした民鉄各社） - 電子マネー機能は相互利用サービス外
- SUGOCA（JR九州ほか）
- nimoca（西日本鉄道ほか）
- はやかけん（福岡市交通局ほか）

一方、全国相互利用サービス対象ICカードとの利用協定に基づく以下のICカードは、ICOCAを当該ICカードのエリアで利用することはできるが、当該ICカードをICOCAエリアで利用することはできない。
- SAPICA（札幌市交通局ほか）
- icsca（仙台市交通局・宮城交通）
- りゅーと（新潟交通）
- IruCa（高松琴平電気鉄道）
- エヌタスTカード（長崎自動車）
- ecomyca（富山地方鉄道）[296] - 軌道線のみ片利用が可能。同エリアでは、富山ライトレール時代に発行していたpasscaも利用できるが、カードリーダーは全国交通系ICカード用とecomyca・passca用で別に設置している。

## ICOCAを巡る出来事

### 職員によるICOCAを用いた不正行為
JR西日本
JR西日本では、駅員59名と委託社員10名がICOCAで乗車した後、窓口の処理機で乗車記録を消去するという手段で無賃乗車（キセルに類似した行為）を繰り返したとする不祥事があり、その行為はサービスが開始された2003年11月から2004年8月まで行われていたとされる。不正利用の総額は104,630円に上った。このうち特に悪質と判断された駅員10名と委託社員5名の計15名は懲戒解雇となった。その後北新地駅勤務の駅員が、ICOCAの出入場記録を消去するなどして不正乗車を繰り返していたとして、2010年6月7日付で懲戒解雇、瀬野駅勤務の駅員がICOCAの出場記録を消去し640円分の運賃の支払いを免れていたとして2010年8月27日付で懲戒解雇、三国ヶ丘駅勤務の委託会社社員が2009年6月から2010年11月にかけて計9回、合計22,840円分の運賃の支払いを免れていたとして2011年1月4日付で懲戒解雇となった。また、吹田駅勤務の男性駅員が、拾得物のICOCAを無断で用いて神戸電鉄や神戸市営地下鉄などに乗車した上、下車の際に自動改札機を強行突破して無賃乗車して入場記録を消去し、また、拾得した別のICOCA3枚も払い戻しを受けていたことが判明しており、JR西日本はこの駅員の懲戒処分や刑事告発を検討中である。
JR東海
JR東海では、社員7人が三重県桑名市の桑名駅に通勤する際、ICOCAを使用して近鉄線で無賃乗車を繰り返していた。無賃乗車の期間は2008年8月 - 2010年2月で、社員7人はICOCAで近鉄線に乗り、桑名駅でJR東海線「職務乗車証」を使ってJR東海管理の改札口で下車するか、そのまま職場に出向いていた。当時の桑名駅は近鉄とJR東海の共同使用駅で、相互に改札業務を委託している関係にあった。7人はJR東海の窓口内にある処理機でICOCAの入場記録を消去して近鉄線運賃を支払わなかったが、JR東海が処理機を調査し不正が発覚した。JR東海は近鉄に謝罪し、全額を賠償している。不正回数は計258回、不正総額は103,300円、社員1人あたりの不正回数は最高108回、最低4回。7人をすでに社内で処分したとして、不正を公表していなかった。最終的に、この一連の不正乗車は社員85人が行っていたことが明らかになっている。
近鉄
近鉄では、2009年10月から2010年5月まで、ICOCAの乗車記録の消去などの不正行為が行われていることが発覚し、近鉄は「今回の事態を厳粛に受け止め、再発防止に取り組みたい」とコメントしている。
神戸市交通局
神戸市交通局では、市営地下鉄海岸線みなと元町駅の男性駅員が、ICOCAの入場記録を消去し2年8カ月間にわたって不正乗車していたことが判明し、同局は2010年7月2日に、この駅員を懲戒解雇の処分とし、また、兵庫県警に刑事告発することになった。
阪急
阪急電鉄では、京都線運輸課に所属していた女性駅係員が遺失物として届けられたICOCA・現金など66件計16万2152円分を着服していたと発表した。2017年11月12日、西院駅で落とし物の届け出があったICカードの情報を管理システムに登録。16日に落とし主が名乗り出たため照会したところ、情報が削除されていることが判明した。システムにアクセスした履歴を調べたところ、女性駅係員の関与が浮上し、データ削除と着服を認めた。2017年12月12日付で女性駅係員を懲戒解雇処分とした。社内調査に対し、女性社員は「飲食や化粧品に使った」と説明。同社は「あるまじき行為。お客さまにおわび申し上げる」とのコメントを出した。刑事告発については「全額を弁済し、反省もしている」として見送るという 。なお着服したICOCAに定期券機能が付加されたものは無く、個人情報の流出はなかった。

### ICOCAモニターテスト
2003年6月28日から7月26日まで京阪神の主要駅の一部でICOCAモニターテストが行われた。正式導入前であくまでもテストなので、1,000名限定の募集となった。
- モニターテストが行われた駅は大阪を中心としたJR西日本の京阪神22駅である。
  - 大阪駅
  - 塚口駅・猪名寺駅・伊丹駅・北伊丹駅・川西池田駅・中山寺駅・宝塚駅
  - 新大阪駅・東淀川駅・吹田駅・岸辺駅・千里丘駅・茨木駅・摂津富田駅・高槻駅
  - 塚本駅・尼崎駅・立花駅・甲子園口駅・西ノ宮駅（現在の西宮駅）・芦屋駅

## 歴史
- 2001年（平成13年）
  - 5月15日：社長定例会見において、定期券やJスルーカードを2003年をめどにIC化を検討することを発表[1]。
- 2002年（平成14年）
  - 12月18日：社長定例会見において、正式名称をICOCA（イコカ）とすることを発表[2]。
- 2003年（平成15年）
  - 6月28日 - 7月26日：ICOCAモニターテスト実施。
  - 11月1日：アーバンネットワークエリアの254駅[注釈 17] でICOCAのサービスが正式に開始[304]。
- 2004年（平成16年）
  - 3月：発行枚数が100万枚を突破。二区間分割定期券のサービスを開始。
  - 8月1日：こどもICOCAサービス開始[305]、ICOCA・Suica相互利用開始[290][291]。
- 2005年（平成17年）
  - 3月1日：桜井線全線へ利用可能エリアを拡大[306]。
  - 6月：発行枚数が200万枚を突破。
  - 10月1日：ICOCA電子マネーサービス開始[307]。これによりICOCAでショッピングが可能に。
- 2006年（平成18年）
  - 1月21日：ICOCA・PiTaPa相互利用開始[308]。
  - 1月28日：モバイルSuicaサービス開始。Suicaとの相互利用によりICOCAエリアでも使用可能。
    - ただしICOCAエリアでは乗車券機能のみ利用可能で定期券機能は利用不可、電子マネー機能は当初利用不可。モバイルSuicaを利用するにはおサイフケータイ対応の携帯電話機と「ビューカード」が必要だった。

  - 2月1日：SMART ICOCA発行開始、ICOCA・NicoPa片利用開始。
  - 6月：ICOCA電子マネーの利用可能店舗が京阪神地区の駅のコンビニ「ハートイン」「デイリーイン」の全店で利用可能に。
  - 7月1日：南海電気鉄道がPiTaPaを導入。三国ヶ丘駅の乗り換え改札口、およびりんくうタウン駅での簡易改札機を介しての相互乗換利用が可能になる。
  - 10月1日：ICOCA・Hareca片利用開始。
  - 10月21日：湖西線全駅と北陸線近江塩津以南へ利用可能エリアを拡大[309]。
- 2007年（平成19年）
  - 2月1日：ICOCA電子マネーの新サービス「ICOCAコインロッカーサービス」開始。
  - 3月18日：こどもICOCA・こども用Suica相互利用開始。
  - 4月1日：ICOCA・CI-CA片利用開始。近畿日本鉄道がPiTaPaを導入。鶴橋駅の乗り換え改札口、および柏原駅での簡易改札機を介しての相互乗換利用が可能になる。
  - 7月：発行枚数が300万枚を突破。
  - 9月1日：岡山・広島地区の135駅へ利用可能エリアを拡大[310]。ICOCA・LuLuCa片利用開始。
  - 10月16日：ビル入退館管理システムにおけるSuicaとの相互利用開始。
  - 12月10日：ファミリーマートJR南田辺駅前店にICOCA電子マネーを先行導入。
- 2008年（平成20年）
  - 3月1日：ICOCA・PASPY片利用開始。
  - 3月18日：Suicaと電子マネーの相互利用開始。近畿地方、三重県の一部、岡山・広島・山口各地区にあるイオンの商業施設の直営売り場でのICOCAへのチャージサービスを開始。
  - 3月29日：ICOCA・TOICA相互利用開始。
  - 4月1日：ICOCA・itappy片利用開始。
  - 10月：発行枚数が400万枚を突破。
- 2009年（平成21年）
  - 5月12日：関西2府4県および岡山・広島エリアのファミリーマート（当初は約520店・一部店舗を除く）でICOCA電子マネーを拡大導入。
  - 8月24日：JR西日本エリア内のローソン全店舗でICOCA電子マネーを導入開始。
- 2010年（平成22年）
  - 3月13日：TOICAと電子マネー相互利用開始。
  - 5月8日：京阪本線とのICOCA連絡定期券を発売開始[292][311]。
  - 9月27日：滋賀県・京都府・兵庫県・大阪府・奈良県・和歌山県・岡山県のサークルKサンクスの全店舗、および広島県のサンクス各店（島嶼部の店舗を除く）でICOCA電子マネーを導入。
- 2011年（平成23年）
  - 3月5日：SUGOCAと相互利用を開始[312][注釈 18]。
  - 3月18日：ICOCA電子マネーをJR西日本エリアのセブン-イレブン各店に導入[313]。
  - 3月：発行枚数が600万枚を突破。
  - 4月1日：ICOCA・らんでんカード片利用開始。
  - 6月1日：京阪がICOCAおよびICOCA定期券を発売開始[12]。
- 2012年（平成24年）
  - 2月1日：JR西日本・JR四国エリアのすかいらーくグループ各店でICOCA電子マネーを導入。
  - 2月7日：四国地区のローソン（約420店）でICOCA電子マネーを導入。
  - 3月17日：JR四国の高松駅（専用自動改札機を設置）と坂出駅（専用簡易改札機を設置）の両駅で、ICOCAの利用が可能になった（導入費用はJR西日本が負担）[281][314]。
  - 4月1日：ICOCA・hanica片利用開始。
  - 12月1日：近鉄がICOCAおよびICOCA定期券（自社内定期券および連絡定期券）を発売開始[13]。
- 2013年（平成25年）
  - 3月1日：四国地区のセブンイレブン各店でICOCA電子マネーを導入。
  - 3月23日：
    - 交通系ICカード全国相互利用開始（10種類）
    - 近鉄 - JR東海の連絡定期券の発売開始。

  - 6月22日：SAPICAとの交通利用のみ片利用開始。
  - 11月1日：大人用ICOCAカードのデザインをリニューアル[315]。
- 2014年（平成26年）
  - 3月1日：JR四国の高松駅 - 多度津駅間の各駅にもICOCAが導入。同時に四国内ICOCAエリアでのICOCA発売および払い戻し（定期券除く）、ICOCAとICOCAの相互利用カードのチャージの取り扱いも開始された[49]。
  - 3月14日：JR西日本 - 南海、近鉄 - 南海連絡定期券の発売開始。
  - 3月15日 - 台湾の非接触型IC乗車カード「一カー通」（I-Pass）の発行会社と業務提携についての意向書に調印した[316]。
  - 4月1日：近鉄志摩線 志摩赤崎駅でICOCAを含むICカードが利用可能になる。
  - 9月21日：近鉄 - 名鉄連絡定期券の発売開始。
  - 11月1日：JR西日本が、累計発行枚数が1,000万枚を突破したことを発表[3]。
- 2015年（平成27年）
  - 3月1日：JR西日本 - 阪神、JR西日本 - 神戸新交通、京阪本線 - JR西日本 - 阪神、京阪本線 - JR西日本 - 南海連絡定期券の発売開始。
  - 3月14日：odecaとの片利用開始。
  - 3月26日：あいの風とやま鉄道 石動駅 - 越中宮崎駅間の各駅にICOCA導入。
  - 6月24日：近鉄志摩線の上之郷駅、穴川駅、志摩横山駅、志摩神明駅でICOCAを含むICカードが利用可能になる[150]。
  - 8月1日：近鉄志摩線 船津駅 - 沓掛駅間の各駅と近鉄西信貴鋼索線 高安山駅でICOCAを含むICカードが利用可能になる。これにより近鉄は生駒鋼索線を除く全駅でICカードが使用可能になり、同線のICOCA定期券の発売が全駅で対応になる[150]。
  - 8月30日：紀勢本線 和歌山駅 - 海南駅間へ利用可能エリアを拡大[317]。
  - 10月1日：自動券売機・のりこし精算機での「500円チャージ」およびのりこし精算機における「不足額チャージ」の取扱開始[88]。
- 2016年（平成28年）
  - 2月27日：あいの風とやま鉄道でICOCA定期券サービス開始。
  - 3月16日 ： 京阪 - 叡電連絡定期券（京阪のみで発売、叡電では発売しない）の発売開始。
  - 3月26日：姫新線 姫路駅 - 播磨新宮駅間、播但線 姫路駅 - 寺前駅間、加古川線 加古川駅 - 西脇市駅間に利用可能エリアを拡大[317]。icscaとの交通利用のみ片利用開始。
  - 12月17日：紀勢本線海南駅以南の特急くろしお停車駅（箕島駅・藤並駅・湯浅駅・御坊駅・南部駅・紀伊田辺駅・白浜駅・周参見駅・串本駅・古座駅・太地駅・紀伊勝浦駅・新宮駅）[318][319]、伯備線備中高梁駅以北の特急やくも停車駅（新見駅・生山駅・根雨駅）、山陰本線伯耆大山駅 - 出雲市駅間[320][321] で利用開始。
- 2017年（平成29年）
  - 3月4日：可部線 可部駅 - あき亀山駅間の延伸開業と同時に利用可能エリアを拡大[322]。
  - 3月18日：JR西日本 - 京阪大津線、JR西日本 - 阪急、JR西日本 - 神鉄、JR西日本 - 山陽連絡定期券の発売開始[20]。
  - 4月1日：大阪モノレールと京阪（大津線除く）・阪急・北急間の連絡定期券の発売開始[323]。
  - 4月15日：北陸本線 大聖寺駅 - 金沢駅間、城端線 高岡駅 - 新高岡駅間、IRいしかわ鉄道線全線、あいの風とやま鉄道 倶利伽羅駅 - 石動駅間に利用可能エリアを拡大[44][324]。
  - 3月25日以降順次南海、泉北、大阪市交通局、京都市交通局、神戸市交通局、山陽電車、神戸電鉄、大阪モノレール、神戸新交通、北神急行、山陽バスでICOCA（山陽バスを除く）およびICOCA定期券（神戸新交通を除く）の発売開始[17][325]。
  - 4月1日：京阪バスグループ4社にてICOCAによるバスポイント制度を開始。
  - 7月15日：紀勢本線 和歌山駅 - 和歌山市駅間に利用エリアを拡大し、南海とのICOCA連絡定期券（和歌山市駅接続）を発売開始[326]。
  - 9月30日：東海道・山陽新幹線でICOCAを含む交通系ICカードを用いたチケットレス乗車サービス「スマートEX」を開始[327][328]。システム的にはEX-ICサービスの「EX-ICカード」を交通系ICカードに置き換えたもので、新幹線区間の決済はあらかじめ登録したクレジットカードとなる。
- 2018年（平成30年）
  - 3月3日：IruCaエリアでの片利用が可能となる[329]。
  - 3月17日
    - 草津線全線[330] および和歌山線 高田駅 - 五条駅間に利用エリアを拡大[331]、京都支社管内の全駅に導入が完了。また、同日からICOCAの運用方法を変更し、一乗車につき原則「入場駅から出場駅までの最短経路で営業キロ200キロメートル以内」の利用に限定する[284]。
    - JR西日本と京都市交通局、阪急電鉄と京都市交通局とのICOCA連絡定期の発売開始 。
    - PASPYエリアでの片利用がICOCA以外の全国相互利用対象ICカードに拡大となる[332]。

  - 4月1日：大阪市高速電気軌道（Osaka Metro）と私鉄各線とのICOCA連絡定期、ならびに大阪市高速電気軌道（Osaka Metro）と大阪シティバスとのICOCA連絡定期、大阪市高速電気軌道（Osaka Metro）・大阪シティバスICOCA共通全線定期券をそれぞれ発売開始[333][334]。
  - 9月15日：北陸本線 近江塩津駅 - 大聖寺駅間・赤穂線 播州赤穂駅 - 長船駅間・山陽本線 相生駅 - 和気駅間に利用エリアを拡大し、各エリアを一体化[279][280]。
  - 10月1日：PiTaPaによるポストペイ利用[335] およびICOCAポイントサービス[114] をそれぞれ開始。
- 2019年（平成31年）
  - 3月1日：阪急電鉄・阪神電気鉄道・能勢電鉄・北大阪急行電鉄の4社でICOCAおよびICOCA定期券の発売を開始[336]。
  - 3月16日：
    - 「車載型IC改札機」を導入することにより、境線に利用エリアを拡大[97][337]。
    - 宇野線 茶屋町駅 - 宇野駅間に利用エリアを拡大[338]。
- 2020年（令和2年）
  - 3月14日：
    - 「車載型IC改札機」を導入することにより、和歌山線 五条駅 - 和歌山駅間に利用エリアを拡大[339][340]。
    - 紀勢本線（きのくに線）海南駅 - 紀伊田辺駅間（導入済みの箕島駅・藤並駅・湯浅駅・御坊駅・南部駅を除く）に利用エリアを拡大[340][341]。
    - 予讃線 多度津駅 - 観音寺駅間のうち詫間駅、観音寺駅・土讃線 多度津駅 - 琴平駅間（金蔵寺駅を除く）・高徳線 高松駅 - 屋島駅間（昭和町駅・木太町駅を除く）で利用開始[104]。
- 2021年（令和3年）
  - 3月13日：
    - 「車載型IC改札機」を導入することにより、七尾線全線（七尾駅 - 和倉温泉駅間は特急列車のみ利用可能。のと鉄道の普通列車は利用不可）・紀勢本線（きのくに線）紀伊田辺駅 - 新宮駅間（導入済みの白浜駅・周参見駅・串本駅・古座駅・太地駅、紀伊勝浦駅・新宮駅を除く）・関西本線 加茂駅 - 亀山駅間に利用エリアを拡大[93][95][342][343][344]。大阪支社・和歌山支社管内の全駅に導入が完了。
    - 福知山線 篠山口駅 - 福知山駅間・山陰本線 園部駅 - 胡麻駅間・伯備線 備中高梁駅 - 新見駅間に利用エリアを拡大[96][345][346]。
    - 山陰本線 胡麻駅 - 城崎温泉駅間の特急停車駅（綾部駅・福知山駅・和田山駅・八鹿駅・江原駅・豊岡駅・城崎温泉駅）・舞鶴線 綾部駅・西舞鶴駅・東舞鶴駅、播但線 寺前駅 - 和田山駅間のうち生野駅・竹田駅・和田山駅で利用開始[96]。
    - JR東海のTOICAエリアが米原駅まで拡大しICOCAエリアと接続するのを機に、ICOCAエリアとTOICAエリアをまたがった（米原駅と亀山駅）在来線IC定期券の発売を開始（ただし、エリアをまたがったSF残高での利用は引き続き不可とする）。同時に、東海道・山陽新幹線 東京駅 - 新岩国駅間の新幹線定期券「FREX」「FREXパル」をSuica・TOICA・ICOCAで販売すると共に、TOICAエリアでのみで行っている在来線IC定期券による「新幹線乗車サービス」を東京駅 - 新岩国駅間まで拡充[347][348]。

  - 3月20日：JRバス中国の山口県内の一般路線でICOCAを導入[184][185]
  - 3月27日：近江鉄道バスと湖国バスにおいてICOCAおよび連絡定期券の販売を開始[175]。
  - 5月29日：一畑バス・松江市交通局においてICOCAを導入[349]。
  - 8月21日：四日市あすなろう鉄道においてICOCAを導入[151]。
  - 10月10日：富山地方鉄道富山軌道線と富山港線で利用開始[296]。
- 2022年（令和4年）
  - 3月12日：山陽本線 南岩国駅 - 徳山駅間に利用エリアを拡大[350][351]。同時に在来線IC定期券による「新幹線乗車サービス」を新岩国駅 - 徳山駅間にも拡大し、東京駅 - 徳山駅間で利用可能となる[351]。
  - 3月15日：宇部市交通局（宇部市営バス）が運行する路線バス全線でICOCAを導入[196]。
  - 4月1日：おのみちバスが運行する路線バス全線でICOCAを導入[197]。
- 2023年（令和5年）
  - 3月22日：スマートフォンアプリによるサービス「モバイルICOCA」を導入[80][81]。
  - 4月1日：山陽本線の徳山駅-下関駅、山口線の湯田温泉駅・山口駅に利用エリアを拡大[352]。同時に在来線IC定期券による「新幹線乗車サービス」を徳山駅 - 博多駅間にも拡大し、東海道新幹線・山陽新幹線の全区間（東京駅 - 博多駅間）で利用可能となる。ICOCAエリアとSUGOCAエリアを跨った定期券の発売を開始[353]。
  - 6月27日：「Apple PayのICOCA」サービス開始[82]。
  - 9月13日：JR西日本宮島フェリー・宮島松大汽船の宮島口桟橋に宮島訪問税（同年10月1日徴収開始）に対応したICOCAシステムの自動改札機を導入[252]。PASPYの取扱は両社とも有人改札のカードリーダー対応となる[253]。
- 2024年（令和6年）
  - 2月24日：京福バス・福井鉄道のバス路線に利用エリアを拡大[119]。
  - 3月9日：伊賀鉄道においてICOCAを導入[152][153]。
  - 3月13日：伊予鉄道・伊予鉄バスにおいてICOCAを導入[158]。
  - 3月16日：ハピラインふくいにおいてICOCAを導入[56]。また、北陸新幹線 上越妙高駅 - 敦賀駅間でICOCAによる新幹線定期券「FREX」「FREXパル」の発売を開始[354]。
  - 6月1日：広島高速交通においてICOCAを導入[157]。
  - 9月21日：津山線の津山駅に利用エリアを拡大[355][356][注釈 19]。
  - 9月28日：万葉線においてICOCAを導入[146]
  - 10月11日：えちぜん鉄道においてICOCAを導入[147]。福井鉄道の鉄道線（福武線）に利用エリアを拡大[148]。
- 2025年（令和7年）
  - 1月10日：JR西日本テクシアと共同開発した、ICOCA（モバイルICOCAを含む）を用いたバス・地域鉄道向けICOCA Web定期券サービス「iCONPASS」の導入を発表。同年1月15日から三岐鉄道北勢線向けの定期券発売を開始し、随時サービスを拡大予定[357]。
  - 3月1日：三岐鉄道北勢線においてICOCAを導入[154][155][156]。
  - 3月4日：明光バスにおいてICOCAを導入[181]。
  - 3月15日：山陰本線 鳥取駅 - 伯耆大山駅間に利用エリアを拡大[358][359]。
  - 3月17日：岬町コミュニティバス（運行：野鉄観光）においてICOCAを導入[182]。
  - 3月18日：伊予鉄道の郊外電車（高浜線・横河原線・郡中線）に利用エリアを拡大[160][162][163]。
  - 3月25日：中島汽船においてICOCAを導入[163][360]。
  - 3月30日：PASPY導入事業者が、新たにICOCAを導入してシステムを切替。詳細は、PASPY#サービス終了に向けた動きを参照。
  - 7月1日：神戸フェリーバスにおいてICOCAを導入（阪九USJ線を除く）[183]。

## 今後の予定

### 導入予定（JRグループ）
西日本旅客鉄道（JR西日本）
今後、以下の区間でICOCAが利用可能になることが明らかになっている。
- 氷見線・城端線（既に導入済みの高岡駅 - 新高岡駅間を除く全ての駅、2025年頃）

### 導入予定（近畿）
近江鉄道（鉄道線）
2024年3月28日、県や沿線10市町などで構成される「近江鉄道沿線地域公共交通再生協議会」が近江鉄道に鉄道線全線（本線・多賀線・八日市線）へのICOCA導入を要請し、近江鉄道の飯田則昭社長がこの要請を受け入れたことが報じられている。

### 導入予定（中国）
中海・宍道湖・大山圏域を中心とした鳥取県全域・島根県東部のバス事業者
2019年に鳥取県西部地域の2市（米子市・境港市）と島根県東部地域の3市（松江市・出雲市・安来市）およびオブザーバーとして鳥取県西部地域（大山圏域）の6町1村（日吉津村・大山町・南部町・伯耆町・日南町・日野町・江府町）が加わった5市6町1村で構成される「中海・宍道湖・大山圏域市長会（だんだんサミット）」が圏域を運行する路線バスの運賃支払いにICOCAを導入することを目指し、2019年度に「中海・宍道湖・大山圏域市長会（だんだんサミット）」の事業としてICカードシステムの調査・設計を行い、早ければ2020年度以降に導入を目指したいとしていた。このうち、松江市交通局は2021年4月28日より「ぐるっと松江レイクライン」に導入、同年5月29日に一般路線に拡大、一畑バスは2021年5月29日より松江・出雲圏域の路線バスにおいて導入、日本交通 (鳥取県)・日ノ丸自動車は2024年10月28日より「だんだんバス」に導入済みであるが、圏域内におけるICカード利用の拡大のため、現時点で未導入となっている米子・松江・出雲圏域の日本交通 (鳥取県)（一般路線）・日ノ丸自動車（一般路線）・日ノ丸ハイヤー・松江一畑交通・出雲一畑交通・スサノオ観光・谷本ハイヤー・出雲観光タクシー（うさぎ線）等での導入促進について、圏域内の5市6町1村が「中海・宍道湖・大山圏域市長会（だんだんサミット）」に対して協力を要請しており、今後導入を目指したいとしている。
米子市が2023年に策定した「米子市地域公共交通計画」では推進施策「まちづくりを支える公共交通」の柱の一つである「広域連携による公共交通の活性化」の個別施策に「キャッシュレス決済 (ICOCA) 導入に向けた調査・研究」が盛り込まれており、今後、計画期間の2027年度までに導入を目指したいとしている。
2024年に米子市が国土交通省に共創・Maas実証プロジェクトの一つである共創モデル実証運行事業の補助申請を行い、これが採択されたため、2024年（令和6年）度一般会計当初予算に「よなご共創型交通プロジェクト」として予算化され、米子市・西日本旅客鉄道（JR西日本）・日本交通 (鳥取県)・日ノ丸自動車・角盤町商店街振興組合・米子商工会議所青年部・鳥取県による協議会を立ち上げ、だんだんバス・商業施設にICOCAを導入（商業施設は電子マネー扱いのためPiTaPaは利用不可）し、また、ICOCAの鳥取県内全域への導入に向けた調査等の実施を予定している。
2025年1月23日の鳥取県知事定例記者会見で、2026年春までに鳥取県内の全路線バス・空港リムジンバスにICOCAを導入する予定であることが発表された。

こいこいバス
大竹市内で運行されているコミュニティバスで、2026年（令和8年）2月に予定されている新型車両の運行開始に合わせて導入予定。簡易型システムを導入。広島電鉄等が導入しているMOBIRY DAYSについては、市内には同社の路線バスが走っていないことや、コスト面から導入を見送る予定。

### 注記
1. ↑  洋服の青山や、関西地区と三重県（JR東海のTOICA電子マネーを導入）ミニストップの各店、京阪沿線のアンスリー各店、関西地区のファミリーマート各店（三重県・愛知県の一部店舗を含む）など、ICOCA電子マネーとPiTaPaショッピングサービスの双方に重複加盟している例は若干ある。されらにキャッシュレス決済推進のため、その他流通系・コード決済型と併せて導入している店舗もある。
2. ↑  鉄道ジャーナル2004年8月号より。尚、ICOCAより先に登場したSuicaは2007年3月まで大人用のみで、かつこどもICOCAだけはSuicaエリアでは利用できなかった。
3. ↑  切り欠きが2つの交通系ICカードが該当
4. ↑  阪神タイガースOBの狩野恵輔が、自身で発売初日に並んで購入したことを出演番組やSNSで公表している。
5. ↑  「1乗車毎」ではなく、１か月の税別乗車料金の総額(下車、もしくは乗車の片方が他社局でも、実際に近鉄に乗車した分が加算される)を200で割ったポイントが、翌月14日くらいに付与される
6. ↑  「ICOCAの付いた現金専用KIPSカード」という扱いのため、提示すれば、現金払いでも(一部の店舗では電子マネーやQRコード支払いでも)ポイントが付与される。逆に提示がなければ、KIPS ICOCAカードを使ってICOCA支払いをしても、ポイントは付与されない。
7. ↑  写真のタイプはチャージは現金専用だが、同型のSMART ICOCAクイックチャージ対応型にはポイントチャージのボタンがある
8. ↑  一部のクイックチャージ専用機設置駅は現金専用に設定
9. ↑  北条鉄道はICカードのエリア外となる。
10. ↑  JR京都線（全線）・JR神戸線（大阪駅 - 元町駅間）・JR宝塚線（大阪駅 - 宝塚駅間）の指定された駅間、およびJR東西線 北新地駅発着のJR神戸線・JR宝塚線方面の指定された駅間。大阪駅をまたぐ区間には設定されていない。
11. ↑  引き換えにICOCAエリア相互間の普通回数券が廃止となる（JR東日本のように他社相互区間の発売を行っているJR他社での扱いは未定。ICOCAエリア相互間と同一運賃でもICOCAエリア外を含む区間や、ICOCAエリア内でも「新幹線経由」（特急券は別途購入）の普通回数券の発行は継続される他、七尾駅 - 和倉温泉駅相互間の普通列車はのと鉄道が運行するため、のと鉄道の普通回数券の発売は継続される）。
12. ↑  このほかに「企画参加ポイント」があるが、ICOCAの利用により付与されるものではないため、当記事では省略する。
13. ↑  2023年2月25日より運行開始。
14. 1 2 3 4  従来のPASPY割引に代わる割引サービスで、割引率はPASPY割引と同じ。現金で利用した場合の運賃に対して10％割引（10円未満の端数は切り上げ）により残高を引き去る。例えば、240円区間の場合、ICOCAからの引き去り額は、240円の10%引き＝216円の端数切り上げ＝220円となる。小児割引または特別割引が適用される場合はそれらの当該割引が優先される。なお、PiTaPaなど、ICOCA以外の全国の交通系ICカードで利用した場合は適用されない。
15. ↑  西日本旅客鉄道とJR西日本テクシアが開発した、バス・地域鉄道向けICOCAシステム対応の簡易型IC端末[229]。
16. 1 2  在来線特急の停車駅には臨時停車駅を含めない。
17. ↑  南海電気鉄道管理のりんくうタウン駅を含む。
18. ↑  はやかけんエリアと連続する筑肥線は、この時点で相互利用の対象外。
19. ↑  姫新線経由の場合は利用できない（同線の播磨新宮駅 - 新見駅間がICOCA利用可能エリアに含まれていないため）。